# 2013 dans les parcs de loisirs
| Années des parcs de loisirs : 2010 - 2011 - 2012 - 2013 - 2014 - 2015 - 2016    |
| Décennies des parcs de loisirs : 1980 - 1990 - 2000 - 2010 - 2020 - 2030 - 2040 |

L'article 2013 dans les parcs de loisirs répertorie les événements marquants et les nouveautés majeures de l'année 2013, dans le domaine des parcs de loisirs à travers le monde.

## Parcs d'attractions

### Ouverture
- Legoland Discovery Centre Toronto ( Canada) ouvert au public le 1er mars.
- Legoland Discovery Centre Oberhausen ( Allemagne) ouvert au public le 14 mars.
- Legoland Discovery Centre Westchester ( États-Unis) ouvert au public le 27 mars.
- Adlabs Imagica ( Inde) ouvert au public le 18 avril.
- Musée Grévin Montréal ( Canada) ouvert au public le 19 avril.
- La balade du père Nicolas ( France) ouverture au public le 20 avril.
- Sea Life Abenteuer Park ( Allemagne) ouverture au public le 25 avril.
- Floraland Continent Park ( Chine) ouverture au public le 26 avril.
- Fantawild Dream Park Tong'an ( Chine) ouverture au public le 28 avril.
- Vialand ( Turquie) ouvert au public le 29 mai.
- L'Île aux Géants ( France) ouverture au public début juillet.
- Happy Valley (Tianjin) ( République populaire de Chine) ouvert au public le 27 juillet.
- Rivage Gayant ( France) ouverture au public le 1er août.
- Bal Parc ( France) réouverture au public le 29 septembre.
- Happy World ( Chine) ouverture au public le 1er octobre.

### Fermeture
- Fami P.A.R.C ( France)
- Edenlandia ( Italie)
- Vidámpark ( Hongrie)[1]
- Genting Theme Park ( Malaisie)

### Changement de nom
- PortAventura devient PortAventura European Destination Resort ( Espagne)[2]

### Anniversaire
- Belantis ( Allemagne) 10 ans
- Magic Park Land ( France) 10 ans
- Divo Ostrov (Wonder Island) ( Russie) 10 ans
- Disney's Animal Kingdom ( États-Unis) 15 ans
- Ravensburger Spieleland ( Allemagne) 15 ans
- Pleasure Island ( Royaume-Uni) 20 ans
- Sunway Lagoon ( Malaisie) 20 ans
- Happyland New ( Suisse) 25 ans
- Océade ( Belgique) 25 ans
- TusenFryd ( Norvège) 25 ans
- Wasalandia ( Finlande) 25 ans
- Galaxyland ( Canada) 30 ans
- Conny-Land ( Suisse) 30 ans
- Dennlys Parc ( France) 30 ans
- Parc Saint-Paul ( France) 30 ans
- Paulton's Park ( Royaume-Uni) 30 ans
- Pleasurewood Hills ( Royaume-Uni) 30 ans
- Tokyo Disneyland ( Japon) 30 ans
- Carowinds ( États-Unis) 40 ans
- Le Pal ( France) 40 ans
- SeaWorld Orlando ( États-Unis) 40 ans
- Worlds of Fun ( États-Unis) 40 ans
- Six Flags Discovery Kingdom ( États-Unis) 45 ans
- Legoland Billund ( Danemark) 45 ans
- Attractiepark Slagharen ( Pays-Bas) 50 ans
- Boudewijn Seapark ( Belgique) 50 ans
- La Mer de sable ( France) 50 ans
- Tivoli Friheden ( Danemark) 55 ans
- Frontier City ( États-Unis) 55 ans
- Drievliet ( Pays-Bas) 75 ans
- Liseberg ( Suède) 90 ans
- Gröna Lund ( Suède) 130 ans
- Jardins de Tivoli ( Danemark) 170 ans
- Bakken ( Danemark) 430 ans

## Parcs aquatiques

### Ouverture
- Yas Waterworld ( Émirats arabes unis) ouvert au public le 19 janvier.
- Wet'n'Wild Las Vegas ( États-Unis) ouvert au public le 23 mai.
- Aquaventura slidepark ( Pays-Bas) ouvert au public le 29 juin.
- Legoland Water Park ( Malaisie) ouvert au public le 21 octobre.
- Wet'n'Wild Sydney (en) ( Australie) ouvert au public le 12 décembre.

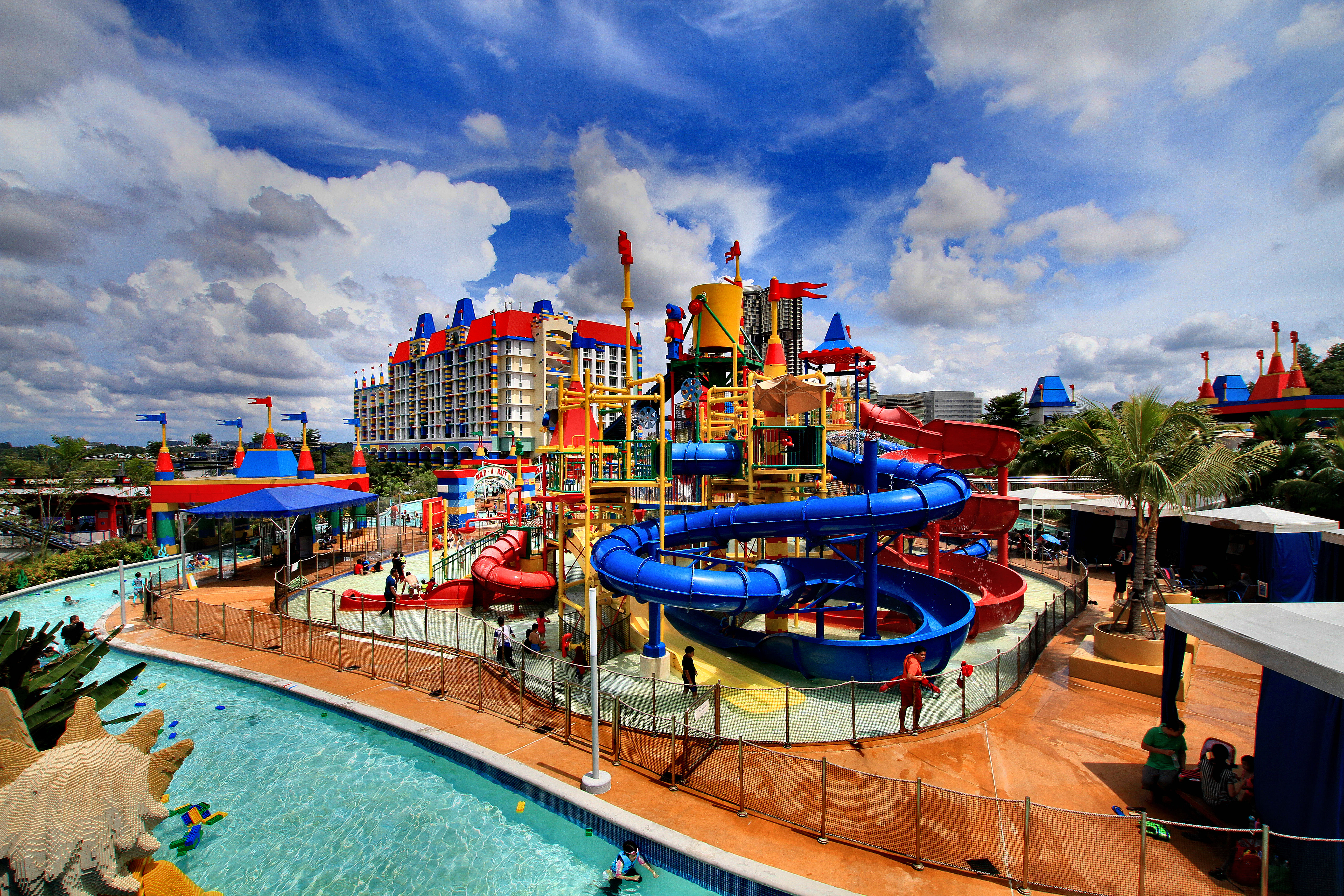
Legoland Water Park

## Événements
- Janvier
  - 8 janvier -  Espagne - Le Looping Group fait l'acquisition du parc espagnol Isla Mágica[3].
- Février
  - 12 février -  Russie - Ouverture du salon Eurasian Amusement Parks and Attractions (EAAPA) à Moscou, en Russie, pour une durée de 3 jours[4].
- Mars
  - 6 mars -  France - Par décision judiciaire, la chambre de commerce de Metz ordonne le changement de propriétaires de Walygator Parc[5].
- Avril
  - 25 avril -  Allemagne - Ouverture de Sea Life Abenteuer Park sur le site de l'ancien CentrO.Park additionné d'un Legoland Discovery Centre[6],[7],[8].
- Mai
  - 18 mai -  Espagne - Ouverture de l'extension de PortAventura Aquatic Park. Avec 1 400 m2 supplémentaires, il propose comme principale nouveauté le toboggan aquatique le plus haut d'Europe, soit 31 m pour une pente de 55° et une vitesse de 6 m/s. Le parc aquatique totalise dorénavant seize attractions sur cinq hectares[9].
  - 31 mai -  Royaume-Uni - Premières montagnes russes à posséder quatorze inversions : The Smiler à Alton Towers.
- Juin
  - 1er juin -  France - Lancement de la nouvelle saison de Walygator Parc sous l'égide de nouveaux propriétaires[10].
  - 6 juin -  Belgique - Blueprint Entertainment fait l'acquisition du parc belge Earth Explorer[11].
- Juillet
  - 7 juillet -  France - Terra Botanica reçoit son millionième visiteur[12].
- Août
  - 13 août -  Espagne - Isla Mágica reçoit son 15 millionième visiteur[13]
  - 20 août -  Corée du Sud - Everland Resort reçoit son 200 millionième visiteur[14].
- Septembre
  - 18 septembre -  France - Ouverture du salon Euro Attraction Show (EAS) à Paris, pour une durée de 3 jours[15].
- Novembre
  - 18 novembre -  États-Unis - Ouverture du salon de l'International Association of Amusement Parks and Attractions (IAAPA) à Orlando, en Floride, pour une durée de 5 jours[16].
- Décembre
  - 5 décembre -  Espagne - Le fonds américain KKR fait l'acquisition de 49,9 % des actions de PortAventura European Destination Resort tandis que le fonds d'investissement italien Investindustrial conserve 50,1 % des actions[17],[18].
  - 20 décembre -  Espagne - Le français Yann Caillère est nommé à la direction générale du groupe espagnol Parques Reunidos. Sa prise de fonctions est prévue pour le 8 janvier 2014[19].

## Analyse économique de l'année
En juin 2014, l'organisme TEA (Themed Entertainment Association) assisté par AECOM Economics publient leur analyse globale du secteur des parcs d'attractions pour l'année 2013. Ce document, le The Global Attractions Attendance Report 2013, présente en détail plusieurs données clés de l'industrie mais également une série de classements des parcs les plus fréquentés, classés en catégorie. Cette analyse peut être considérée comme une référence du secteur.

### Classement des 10 groupes les plus importants
| Rang | Société                            | Fréquentation (en millions de visiteurs) | Tendance |
| ---- | ---------------------------------- | ---------------------------------------- | -------- |
| 1    | Walt Disney Parks and Resorts      | 132.549.000                              | 4,8 %    |
| 2    | Merlin Entertainments Group        | 59.800.000                               | 10,7 %   |
| 3    | Universal Studios Recreation Group | 36.360.000                               | 5,3 %    |
| 4    | OCT Parks China                    | 26.320.000                               | 12,7 %   |
| 5    | Six Flags Inc.                     | 26.100.000                               | 1,4 %    |
| 6    | Parques Reunidos                   | 26.017.000                               | -4,1 %   |
| 7    | Cedar Fair Entertainment           | 23.519.000                               | 0,9 %    |
| 8    | SeaWorld Parks & Entertainment     | 23.400.000                               | -4,1 %   |
| 9    | Fantawild Holdings                 | 13.118.000                               | 42,7 %   |
| 10   | Haichang Group                     | 10.096.000                               | 7,4 %    |

### Classement des 25 parcs d'attractions les plus visités dans le monde
Pour quantifier l'évolution du marché mondial, TEA/AECOM se base sur l'addition du nombre d'entrées (c'est-à-dire de la fréquentation) des 25 parcs d'attractions les plus visités, quelle que soit leur location. Pour 2013, ce total s'est élevé à 214.7 millions de visiteurs, en augmentation (de 4,3 %) par rapport à 2012.
| Rang  | Parc                             | Ville / Pays             | Fréquentation (en millions de visiteurs) | Tendance |
| ----- | -------------------------------- | ------------------------ | ---------------------------------------- | -------- |
| 1     | Magic Kingdom                    | Orlando / États-Unis     | 18 588 000                               | 6,0 %    |
| 2     | Tokyo Disneyland                 | Tokyo / Japon            | 17 214 000                               | 15,9 %   |
| 3     | Disneyland                       | Anaheim / États-Unis     | 16 202 000                               | 1,5 %    |
| 4     | Tokyo DisneySea                  | Tokyo / Japon            | 14 084 000                               | 11,3 %   |
| 5     | Epcot                            | Orlando / États-Unis     | 11 229 000                               | 1,5 %    |
| 6     | Parc Disneyland                  | Chessy / France          | 10 430 000                               | -6,9 %   |
| 7     | Disney's Animal Kingdom          | Orlando / États-Unis     | 10 198 000                               | 2,0 %    |
| 8     | Disney's Hollywood Studios       | Orlando / États-Unis     | 10 110 000                               | 2,0 %    |
| 9     | Universal Studios Japan          | Osaka / Japon            | 10 100 000                               | 4,1 %    |
| 10    | Disney California Adventure      | Anaheim / États-Unis     | 8 514 000                                | 9,5 %    |
| 11    | Universal's Islands of Adventure | Orlando / États-Unis     | 8 141 000                                | 2,0 %    |
| 12    | Ocean Park                       | Hong Kong / Chine        | 7 475 000                                | 0,5 %    |
| 13    | Hong Kong Disneyland             | Hong Kong / Chine        | 7 400 000                                | 10,4 %   |
| 14    | Lotte World                      | Séoul / Corée du Sud     | 7 400 000                                | 15,9 %   |
| 15    | Everland                         | Yongin / Corée du Sud    | 7 303 000                                | 6,6 %    |
| 16    | Universal Studios Florida        | Orlando / États-Unis     | 7 062 000                                | 14,0 %   |
| 17    | Universal Studios Hollywood      | Los Angeles / États-Unis | 6 148 000                                | 4,0 %    |
| 18    | Nagashima Spa Land               | Kuwana / Japon           | 5 840 000                                | -0,2 %   |
| 19    | SeaWorld Orlando                 | Orlando / États-Unis     | 5 090 000                                | -5,0 %   |
| 20    | Europa-Park                      | Rust / Allemagne         | 4 900 000                                | 6,5 %    |
| 21    | Parc Walt Disney Studios         | Chessy / France          | 4 470 000                                | -6,9 %   |
| 22    | SeaWorld San Diego               | San Diego / États-Unis   | 4 311 000                                | -3,0 %   |
| 23    | Jardins de Tivoli                | Copenhague / Danemark    | 4 200 000                                | 4,1 %    |
| 24    | Efteling                         | Kaatsheuvel / Pays-Bas   | 4 150 000                                | -1,2 %   |
| 25    | Yokohama Hakkeijima Sea Paradise | Yokohama / Japon         | 4 149 000                                | 2,4 %    |
| TOTAL |                                  |                          | 214.708.299                              | 4,3 %    |

### Classement des 20 parcs d'attractions les plus visités en Amérique du Nord
| Rang | Parc                             | Ville / Pays                 | Fréquentation (en millions de visiteurs) | Tendance |
| ---- | -------------------------------- | ---------------------------- | ---------------------------------------- | -------- |
| 1    | Magic Kingdom                    | Orlando / États-Unis         | 18 588 000                               | 6,0 %    |
| 2    | Disneyland                       | Anaheim / États-Unis         | 16 202 000                               | 1,5 %    |
| 3    | Epcot                            | Orlando / États-Unis         | 11 229 000                               | 1,5 %    |
| 4    | Disney's Animal Kingdom          | Orlando / États-Unis         | 10 198 000                               | 2,0 %    |
| 5    | Disney's Hollywood Studios       | Orlando / États-Unis         | 10 110 000                               | 2,0 %    |
| 6    | Disney California Adventure      | Anaheim / États-Unis         | 8 514 000                                | 9,5 %    |
| 7    | Universal's Islands of Adventure | Orlando / États-Unis         | 8 141 000                                | 2,0 %    |
| 8    | Universal Studios Florida        | Orlando / États-Unis         | 7 062 000                                | 14,0 %   |
| 9    | Universal Studios Hollywood      | Los Angeles / États-Unis     | 6 148 000                                | 4,0 %    |
| 10   | SeaWorld Orlando                 | Orlando / États-Unis         | 5 090 000                                | -5,0 %   |
| 11   | SeaWorld San Diego               | San Diego / États-Unis       | 4 311 000                                | -3,0 %   |
| 12   | Busch Gardens Tampa              | Tampa / États-Unis           | 4 087 000                                | -6,0 %   |
| 13   | Knott's Berry Farm               | Buena Park / États-Unis      | 3 683 000                                | 5,0 %    |
| 14   | Canada's Wonderland              | Vaughan / Canada             | 3 582 000                                | -2,0 %   |
| 15   | Cedar Point                      | Sandusky / États-Unis        | 3 382 000                                | 5,0 %    |
| 16   | Kings Island                     | Mason / États-Unis           | 3 206 000                                | 0,0 %    |
| 17   | Hersheypark                      | Hershey / États-Unis         | 3 180 000                                | 1,3%     |
| 18   | Six Flags Magic Mountain         | Valencia / États-Unis        | 2 906 000                                | 3,5 %    |
| 19   | Six Flags Great Adventure        | Jackson Township/ États-Unis | 2 800 000                                | 5,7 %    |
| 20   | Busch Gardens Williamsburg       | Williamsburg / États-Unis    | 2 726 000                                | -4,5 %   |

### Classement des 10 parcs d'attractions les plus visités en Amérique du Sud
| Rang | Parc                        | Ville / Pays            | Fréquentation (en millions de visiteurs) | Tendance |
| ---- | --------------------------- | ----------------------- | ---------------------------------------- | -------- |
| 1    | Six Flags México            | Mexico / Mexique        | 2 345 000                                | 1,5 %    |
| 2    | Hopi Hari                   | São Paulo / Brésil      | 1 685 000                                | 3,5 %    |
| 3    | La Feria Chapultepec Mágico | Mexico / Mexique        | 1 537 000                                | 0,0 %    |
| 4    | Beto Carrero World          | Santa Catarina / Brésil | 1 530 000                                | 2,0 %    |
| 5    | Plaza de Sesamo             | Monterrey / Mexique     | 1 209 000                                | 1,0 %    |
| 6    | Parque Mundo Aventura       | Bogota / Colombie       | 1 152 000                                | 8,2 %    |
| 7    | Fantasilandia               | Santiago / Chili        | 1 086 000                                | 1,5 %    |
| 8    | Mundo Petapa                | Guatemala / Guatemala   | 1 056 000                                | -15,7 %  |
| 9    | El Salitre Magico           | Bogota / Colombie       | 1 054 000                                | 10,0 %   |
| 10   | Parque De La Costa          | Tigre / Argentine       | 1 050 000                                | -3,8 %   |

### Classement des 20 parcs d'attractions les plus visités en Europe
La saison 2013 des parcs européens a connu une baisse comparativement à l'année précédente avec -0,1 % de visiteurs sur l'ensemble des 20 meilleurs parcs européens.
| Rang | Parc                            | Ville / Pays                        | Fréquentation (en millions de visiteurs) | Tendance |
| ---- | ------------------------------- | ----------------------------------- | ---------------------------------------- | -------- |
| 1    | Parc Disneyland                 | Chessy / France                     | 10 430 000                               | -6,9 %   |
| 2    | Europa-Park                     | Rust / Allemagne                    | 4 900 000                                | 6,5 %    |
| 3    | Parc Walt Disney Studios        | Chessy / France                     | 4 470 000                                | -6,9 %   |
| 4    | Jardins de Tivoli               | Copenhague / Danemark               | 4 200 000                                | 4,1 %    |
| 5    | Efteling                        | Kaatsheuvel / Pays-Bas              | 4 150 000                                | -1,2 %   |
| 6    | PortAventura Park               | Salou / Espagne                     | 3 400 000                                | -4,0 %   |
| 7    | Liseberg                        | Göteborg / Suède                    | 2 860 000                                | 2,1 %    |
| 8    | Gardaland                       | Castelnuovo del Garda / Italie      | 2 700 000                                | 0,0 %    |
| 9    | Alton Towers                    | Staffordshire / Royaume-Uni         | 2 500 000                                | 4,2 %    |
| 10   | Legoland Windsor                | Windsor / Royaume-Uni               | 2 050 000                                | 2,5 %    |
| 11   | Thorpe Park                     | Chertsey (Angleterre) / Royaume-Uni | 2 000 000                                | 11,1 %   |
| 12   | Legoland Billund                | Billund / Danemark                  | 1 800 000                                | 9,1 %    |
| 13   | Phantasialand                   | Brühl / Allemagne                   | 1 750 000                                | 0,0 %    |
| 14   | Puy du Fou                      | Les Épesses / France                | 1 740 000                                | 8,8 %    |
| 15   | Parc Astérix                    | Plailly / France                    | 1 620 000                                | -6,0 %   |
| 16   | Gröna Lund                      | Stockholm / Suède                   | 1 500 000                                | 6,6 %    |
| 17   | Chessington World of Adventures | Chessington / Royaume-Uni           | 1 500 000                                | 15,4 %   |
| 18   | Futuroscope                     | Poitiers / France                   | 1 464 000                                | -15,4 %  |
| 19   | Heide Park                      | Soltau / Allemagne                  | 1 400 000                                | 7,7 %    |
| 20   | Duinrell                        | Wassenaar / Pays-Bas                | 1 375 000                                | 1,1 %    |

### Classement des 20 parcs d'attractions les plus visités en Asie
| Rang | Parc                             | Ville / Pays            | Fréquentation (en millions de visiteurs) | Tendance |
| ---- | -------------------------------- | ----------------------- | ---------------------------------------- | -------- |
| 1    | Tokyo Disneyland                 | Tokyo / Japon           | 17 213 900                               | 15,9 %   |
| 2    | Tokyo DisneySea                  | Tokyo / Japon           | 14 084 100                               | 11,3 %   |
| 3    | Universal Studios Japan          | Osaka / Japon           | 10 100 000                               | 4,1 %    |
| 4    | Ocean Park Hong Kong             | Hong Kong / Chine       | 7 475 000                                | 0,5 %    |
| 5    | Hong Kong Disneyland             | Hong Kong / Chine       | 7 400 000                                | 10,4 %   |
| 6    | Lotte World                      | Séoul / Corée du Sud    | 7 400 000                                | 15,9 %   |
| 7    | Everland                         | Yongin / Corée du Sud   | 7 303 000                                | 6,6 %    |
| 8    | Nagashima Spa Land               | Kuwana / Japon          | 5 840 000                                | -0,2 %   |
| 9    | Yokohama Hakkeijima Sea Paradise | Yokohama / Japon        | 4 149 000                                | 2,4 %    |
| 10   | Songcheng Park                   | Hanghzou / Chine        | 4 100 000                                | 7,9 %    |
| 11   | OCT East                         | Shenzhen / Chine        | 3 950 000                                | -5,9 %   |
| 12   | Universal Studios Singapore      | Singapour               | 3 650 000                                | 4,9 %    |
| 13   | China Dinosaurs Park             | Changzhou / Chine       | 3 600 000                                | 5,9 %    |
| 14   | Happy Valley (Shenzhen)          | Shenzhen / Chine        | 3 280 000                                | 2,1 %    |
| 15   | Window of the World              | Shenzhen / Chine        | 3 250 000                                | 2,5 %    |
| 16   | Chimelong Paradise               | Guangzhou / Chine       | 3 200 000                                | 7,7 %    |
| 17   | Happy Valley (Pékin)             | Pékin / Chine           | 3 100 000                                | 1,5 %    |
| 18   | Zhenzhou Fantawild Adventure     | Jakarta / Indonésie     | 2 850 000                                | NA       |
| 19   | Happy Valley (Chengdu)           | Chengdu / Chine         | 2 560 000                                | 4,7 %    |
| 20   | Seoul Land                       | Gyeonggi / Corée du Sud | 2 300 000                                | 8,0 %    |

## Attractions
Ces listes sont non exhaustives.

### Montagnes russes

#### Délocalisations
| Nom                     | Type                   | Constructeur      | Parc                          | Pays        | Anciennement                                           |
| ----------------------- | ---------------------- | ----------------- | ----------------------------- | ----------- | ------------------------------------------------------ |
| African Thunder Coaster | Vekoma Junior Coaster  | Vekoma            | Fun World                     | Indonésie   | Halilintar à Kota Fantasi                              |
| Boomerang               | Boomerang              | Vekoma            | Six Flags St. Louis           | États-Unis  | Flashback! à Six Flags Over Texas                      |
| Bullet                  | Navette                | Anton Schwarzkopf | Selva Mágica                  | Mexique     | Bullet à Flamingo Land Theme Park & Zoo                |
| Family Star             | Wild Mouse Tournoyante | Far Fabbri        | Great Yarmouth Pleasure Beach | Royaume-Uni | Family Star à Sommerland Syd                           |
| Hurricane               | Assises                | S.D.C.            | Western Playland              | États-Unis  | Hurricane à Santa Cruz Beach Boardwalk                 |
| Insider                 | Tournoyantes           | Maurer Rides      | Prater de Vienne              | Autriche    | Spinning Coaster Maihime à Tokyo Dome City Attractions |
| Joker                   | Tournoyantes           | Gerstlauer        | Six Flags México              | Mexique     | Pandemonium à Six Flags Discovery Kingdom              |
| Sky Spin                | Tournoyantes           | Maurer Rides      | Skyline Park                  | Allemagne   | Whirlwind à Camelot Theme Park                         |

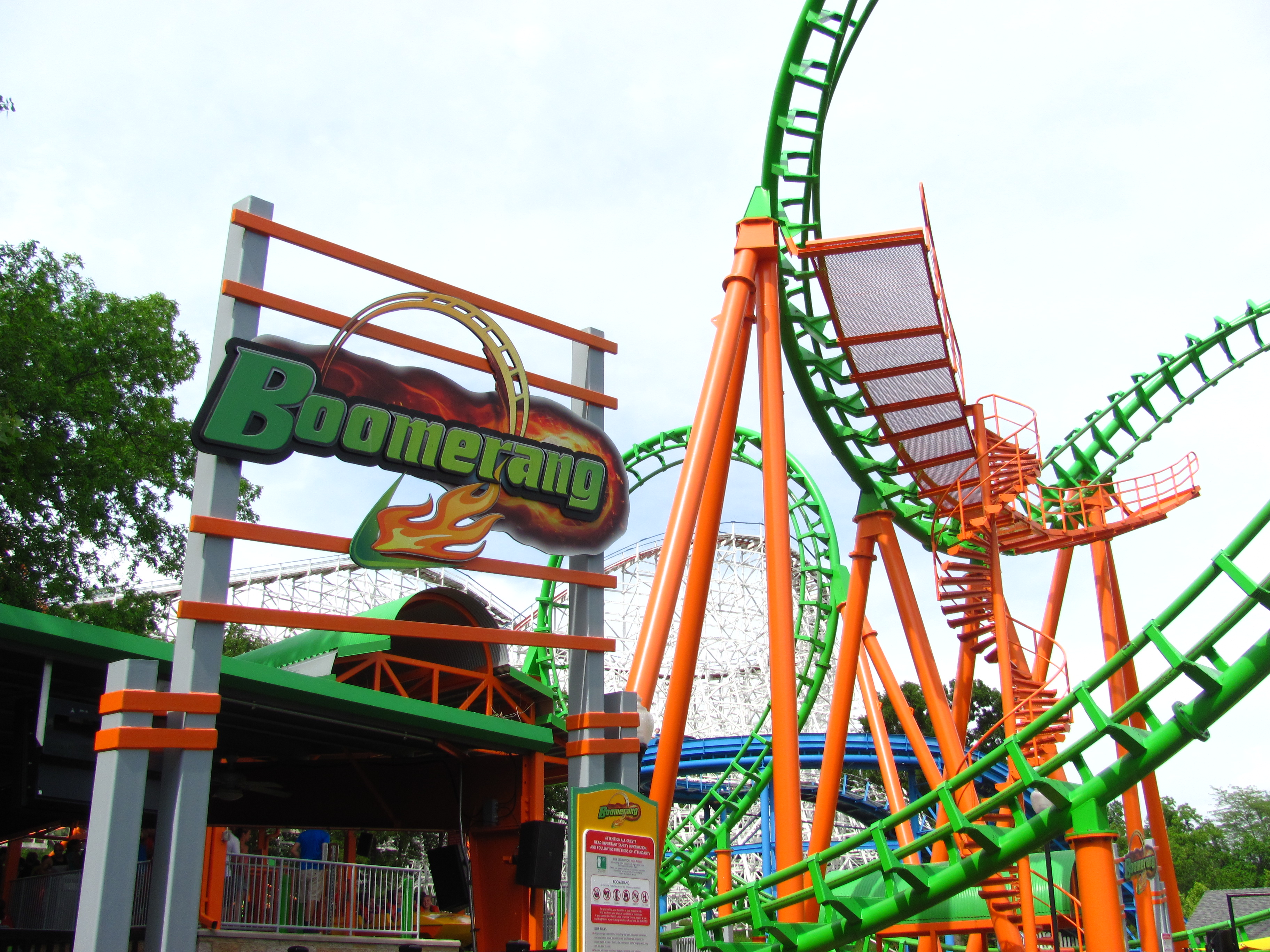
Boomerang à Six Flags St. Louis
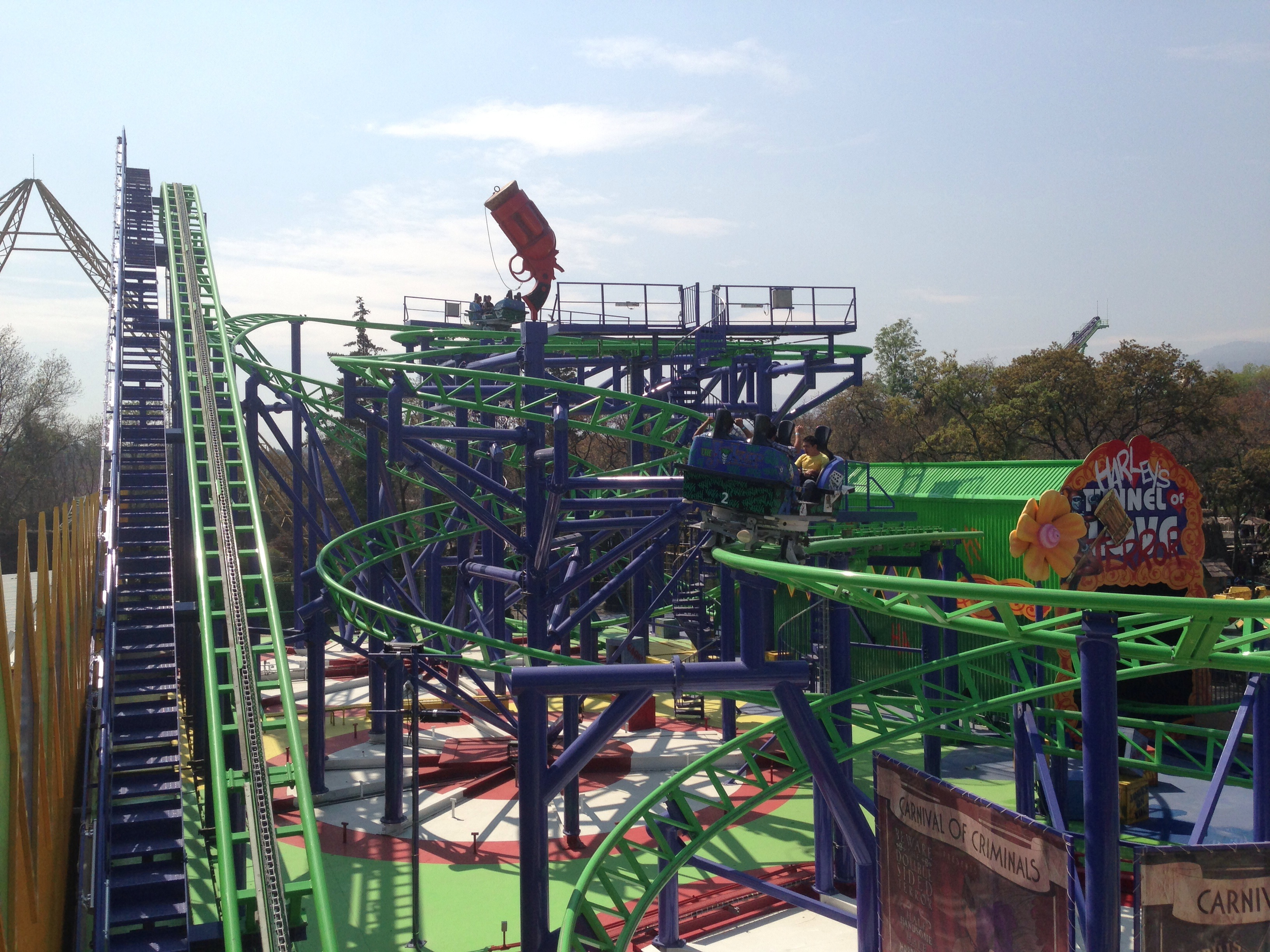
Joker à Six Flags México
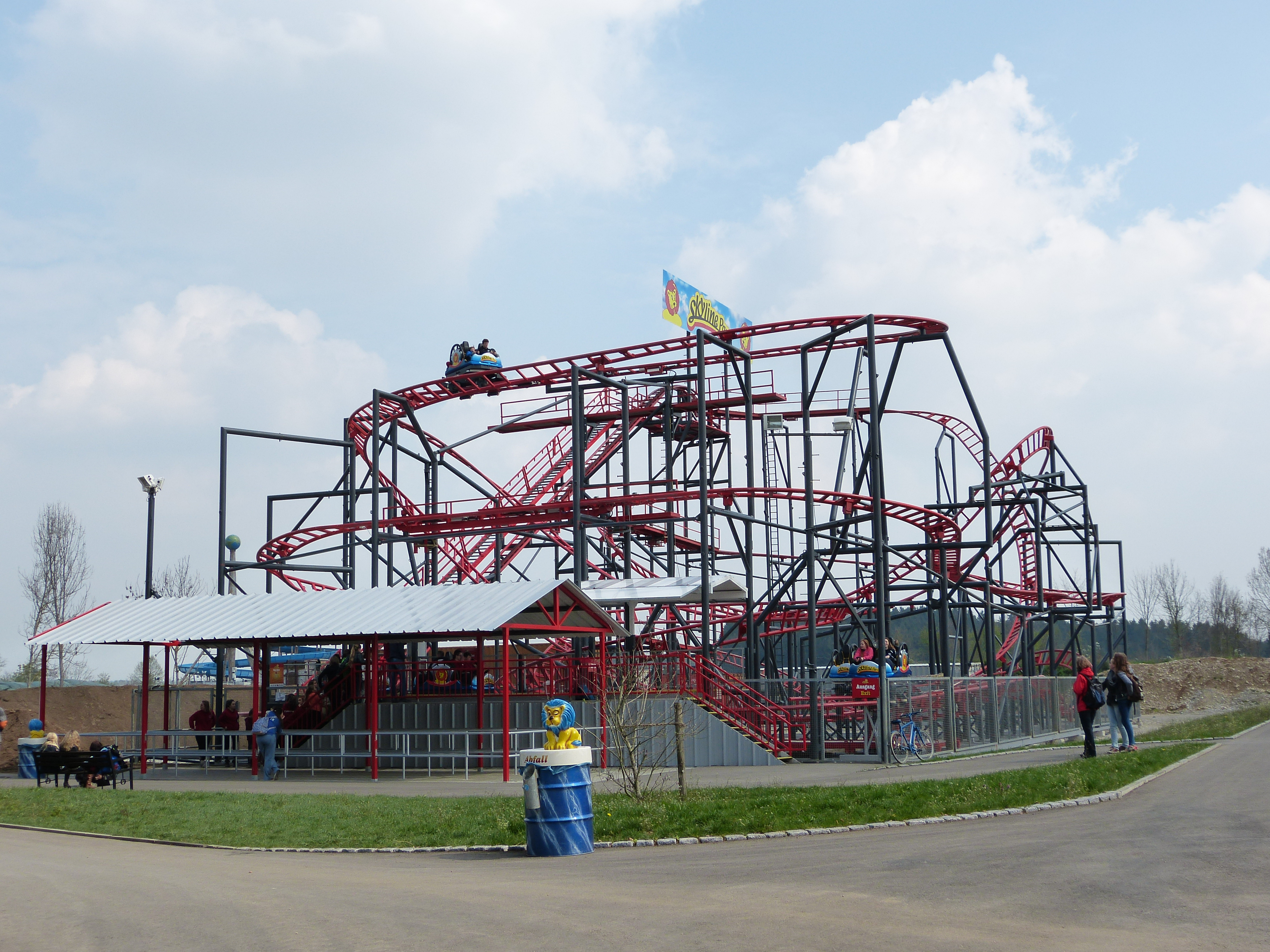
Sky Spin à Skyline Park

#### Nouveau thème
| Nom               | Type / Modèle            | Constructeur      | Parc           | Pays     | Anciennement                                |
| ----------------- | ------------------------ | ----------------- | -------------- | -------- | ------------------------------------------- |
| Psyké Underground | Montagnes russes navette | Anton Schwarzkopf | Walibi Belgium | Belgique | Sirocco (1982 à 1998) Turbine (1999 à 2008) |

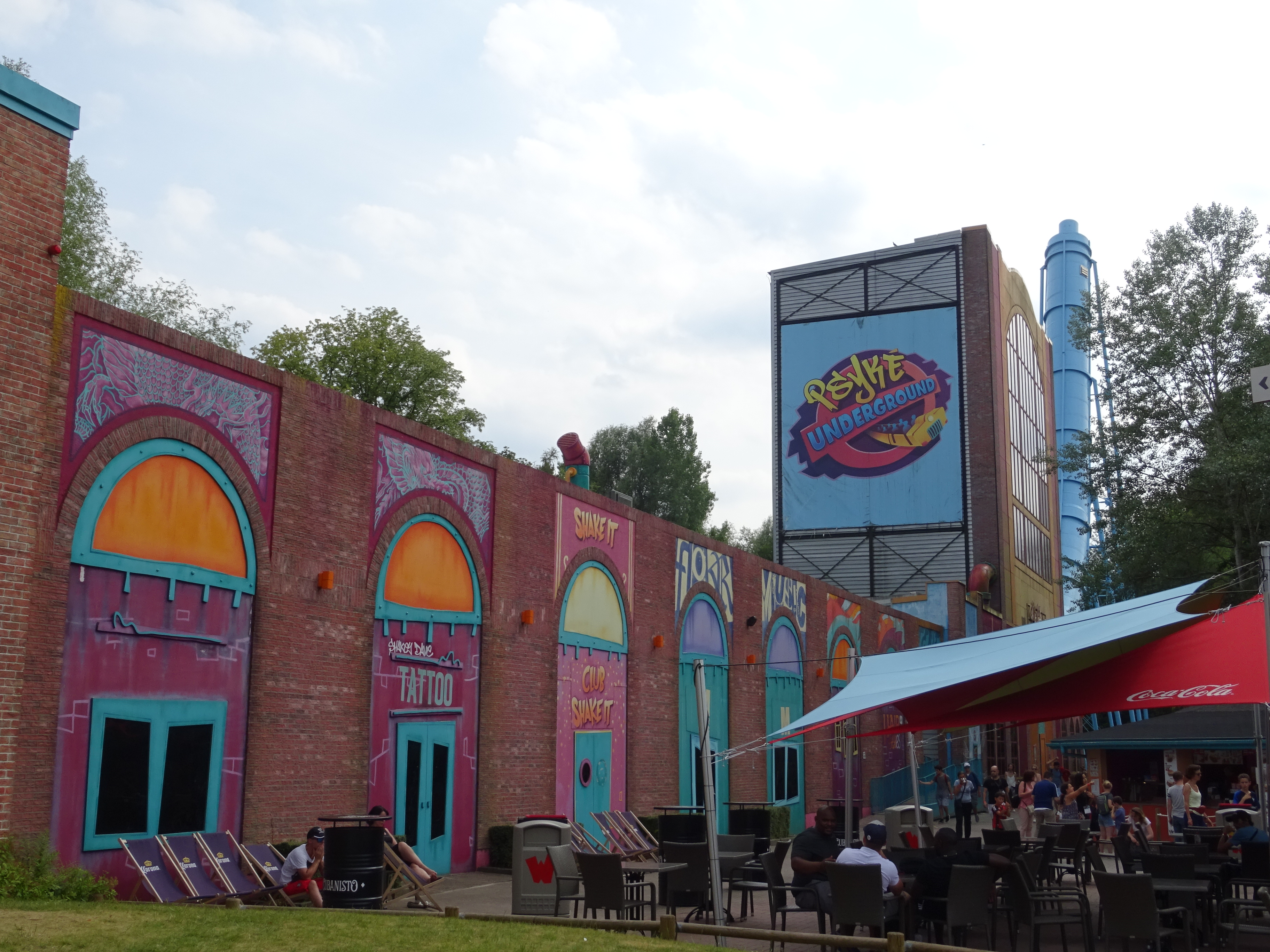
Bâtiment abritant Psyké Underground, à Walibi Belgium

#### Nouveautés
| Nom                      | Type                          | Constructeur                 | Parc                           | Pays                |
| ------------------------ | ----------------------------- | ---------------------------- | ------------------------------ | ------------------- |
| Abyss                    | Euro-Fighter                  | Gerstlauer                   | Adventure World                | Australie           |
| Bad Trip                 | Tournoyantes                  | Cedeal Rides                 | Europark                       | France              |
| Bandit Bomber            | Inversées / Splash Party      | Vekoma                       | Yas Waterworld                 | Émirats arabes unis |
| Bandits of Robin Hood    | Acier                         | I.E. Park                    | Adlabs Imagica                 | Inde                |
| Big Bang                 | Assises                       | Zierer                       | Freizeitpark Familienland      | Autriche            |
| Coast Rider              | Wild Mouse                    | Mack Rides                   | Knott's Berry Farm             | États-Unis          |
| Crazy Bird               | Acier / El Loco               | S&S Worldwide                | Happy Valley (Tianjin)         | Chine               |
| Deep Space               | Acier                         | Premier Rides                | Adlabs Imagica                 | Inde                |
| Eldorado                 | Train de la mine              | S&S Worldwide                | Etnaland                       | Italie              |
| Expedition of Volcano    | Train de la mine              | Golden Horse                 | Happy Valley (Tianjin)         | Chine               |
| FamilyCo Express         | Montagnes russes lancées      | Maurer Rides                 | Happy Valley (Wuhan)           | Chine               |
| Fjord Flying Dragon      | Bois                          | The Gravity Group            | Happy Valley (Tianjin)         | Chine               |
| Flying Turns             | Bois / Bobsleigh              | John Fetterman               | Knoebels                       | États-Unis          |
| Formula One              | Tournoyantes                  | Far Fabbri                   | Magic Park Land                | France              |
| Freedom Flyer            | Inversées                     | Vekoma                       | Fun Spot America (en)          | États-Unis          |
| Full Throttle            | Lancées                       | Premier Rides                | Six Flags Magic Mountain       | États-Unis          |
| GateKeeper               | Wing Rider                    | Bolliger & Mabillard         | Cedar Point                    | États-Unis          |
| Gold Rush Express        | Acier                         | Zamperla                     | Adlabs Imagica                 | Inde                |
| Gold Striker             | Bois                          | Great Coasters International | California's Great America     | États-Unis          |
| Hero                     | Volantes                      | Zamperla                     | Flamingo Land Theme Park & Zoo | Royaume-Uni         |
| Hip Hop Coaster          | Junior                        | Zamperla                     | Etnaland                       | Italie              |
| Huracan                  | Assises en intérieur          | Zierer                       | Bellewaerde                    | Belgique            |
| Juvelen                  | Montagnes russes              | Intamin                      | Djurs Sommerland               | Danemark            |
| Karacho                  | Lancées                       | Gerstlauer                   | Erlebnispark Tripsdrill        | Allemagne           |
| Luge                     | Luge sur rail                 | Wiegand                      | Viaduc de la Souleuvre         | France              |
| Maceraperest             | Assises                       | Intamin                      | Vialand                        | Turquie             |
| Mini Coaster             | Junior / Speedy Coaster       | Zamperla                     | Happy Valley (Tianjin)         | Chine               |
| Nitro                    | Sans sol                      | Bolliger & Mabillard         | Adlabs Imagica                 | Inde                |
| Orkanen                  | À véhicules suspendus         | Vekoma                       | Fårup Sommerland               | Danemark            |
| Outlaw Run               | Bois                          | Rocky Mountain Construction  | Silver Dollar City             | États-Unis          |
| Overwater Roller Coaster | Aquatiques                    | Golden Horse                 | Floraland Continent Park       | Chine               |
| Rattenmuhle              | Acier                         | Gerstlauer                   | Familypark Neusiedlersee       | Autriche            |
| Ring°Racer               | Acier                         | S&S Worldwide                | Nürburgring                    | Allemagne           |
| Sky Spin                 | Tournoyantes                  | Maurer Rides                 | Skyline Park                   | Allemagne           |
| Stampbanan               | Junior                        | Preston & Barbieri           | Liseberg                       | Suède               |
| Storm                    | Assises                       | Mack Rides                   | Etnaland                       | Italie              |
| Storm Coaster            | Aquatiques                    | Mack Rides                   | Sea World                      | Australie           |
| The Smiler               | Assises                       | Gerstlauer                   | Alton Towers                   | Royaume-Uni         |
| Tornado                  | Tournoyantes                  | Zamperla                     | Parc Ange Michel               | France              |
| Undertow                 | Tournoyantes                  | Maurer Rides                 | Santa Cruz Beach Boardwalk     | États-Unis          |
| U-Shape Roller Coaster   | Half Pipe Coaster / Fly Rider | Intamin                      | Victory Kingdom                | Chine               |
| White Lightning          | Bois                          | Great Coasters International | Fun Spot America (en)          | États-Unis          |

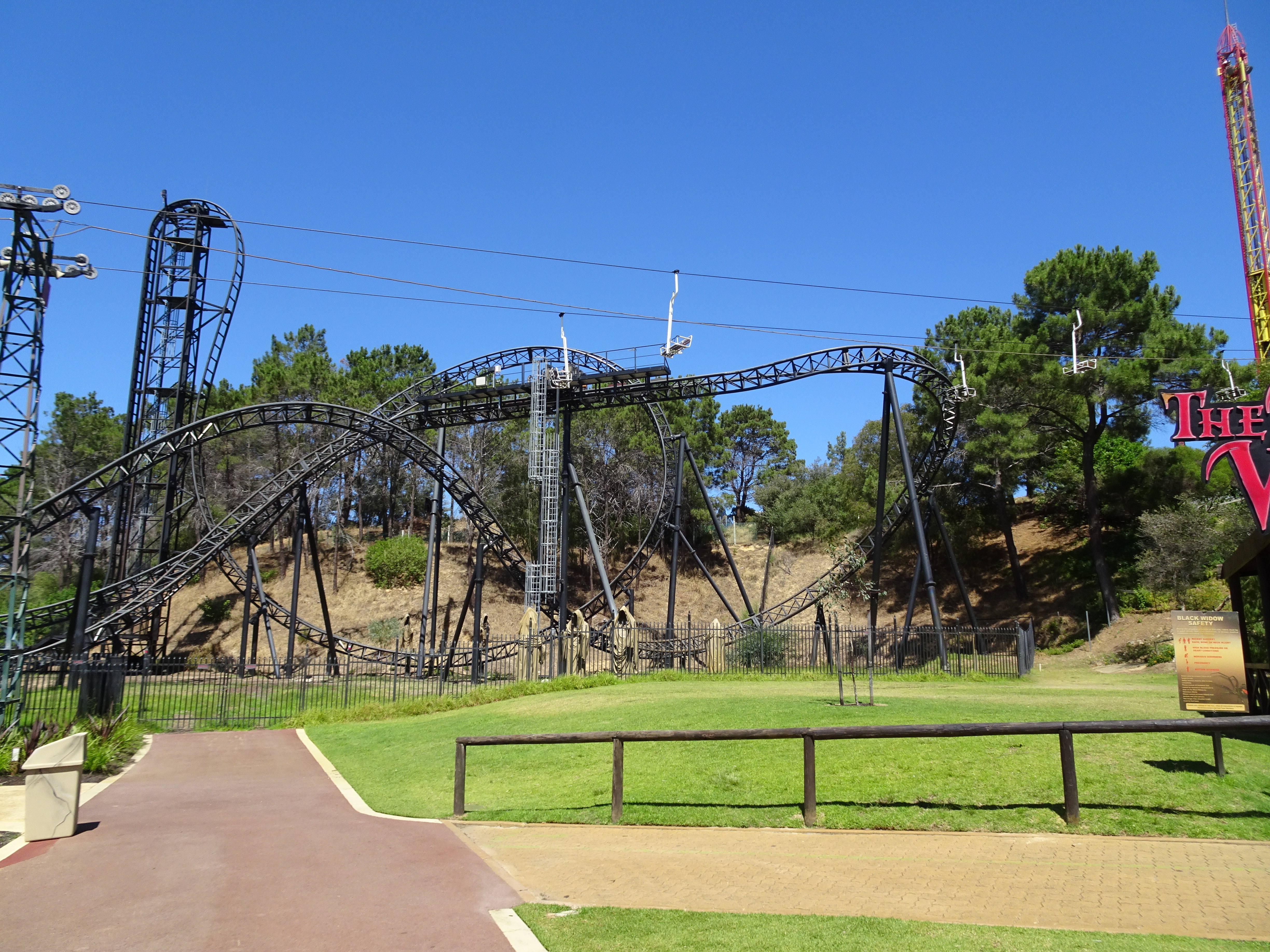
Abyss à Adventure World
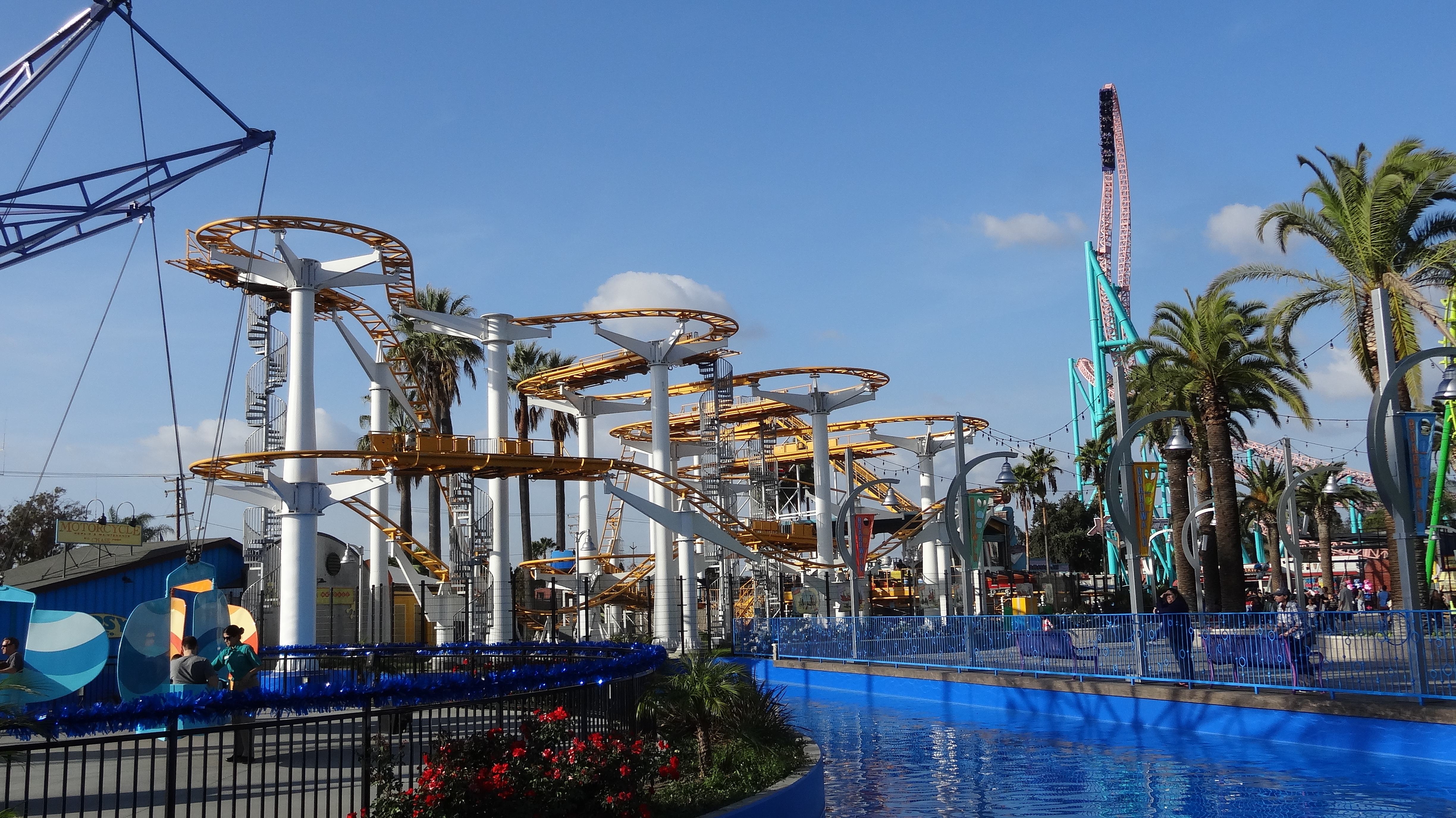
Coast Rider à Knott's Berry Farm
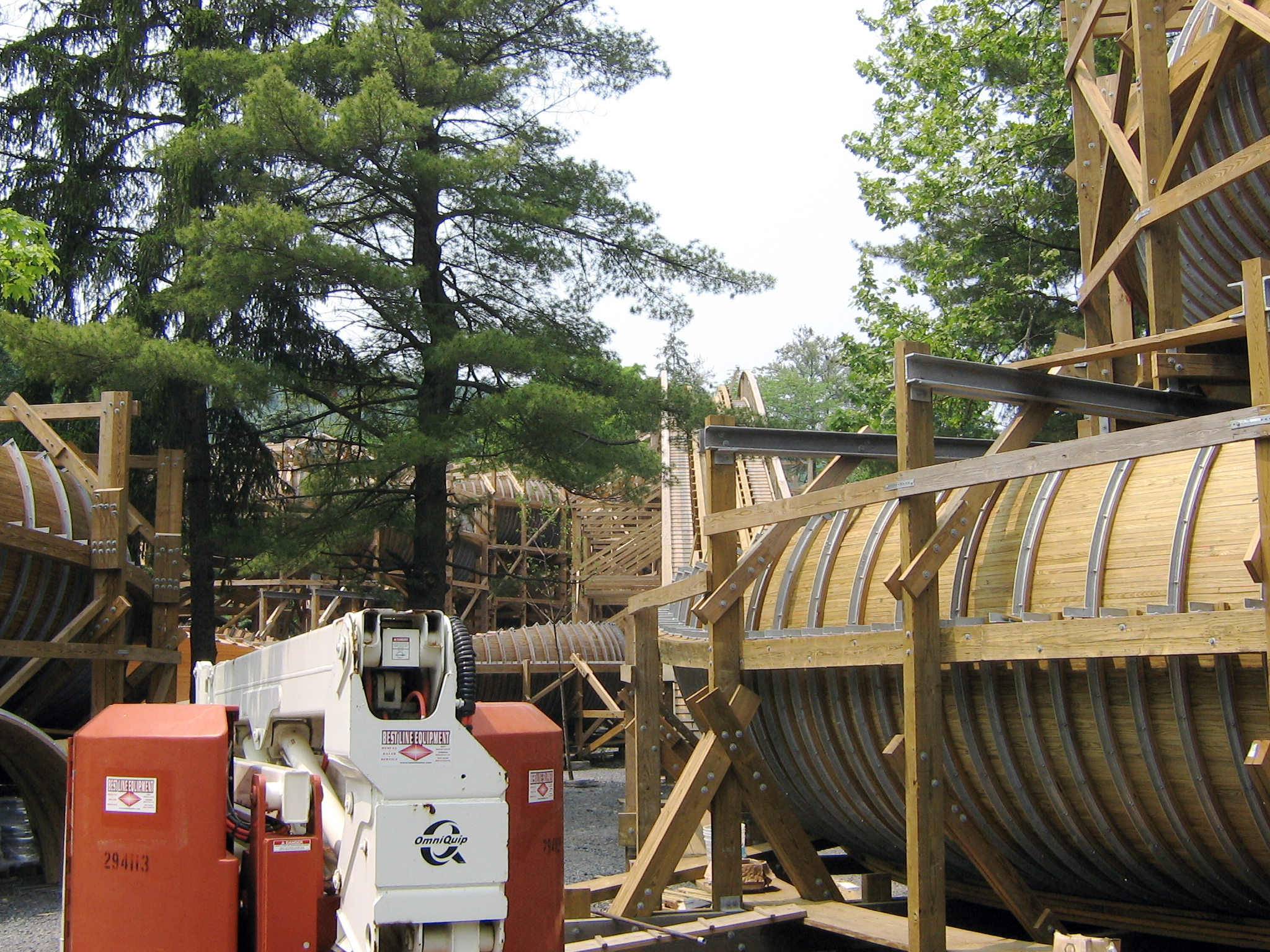
Construction de Flying Turns à Knoebels
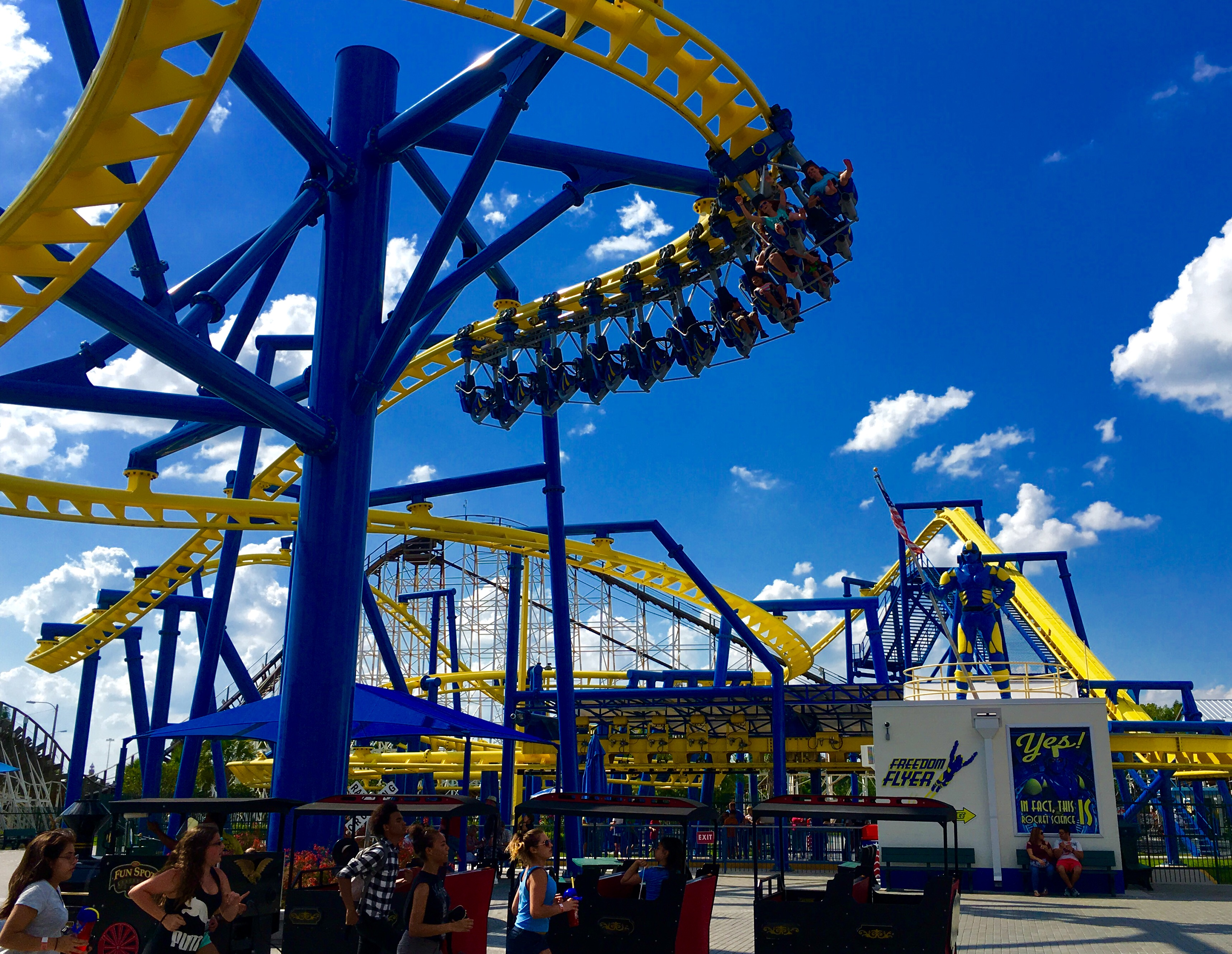
Freedom Flyer à Fun Spot America
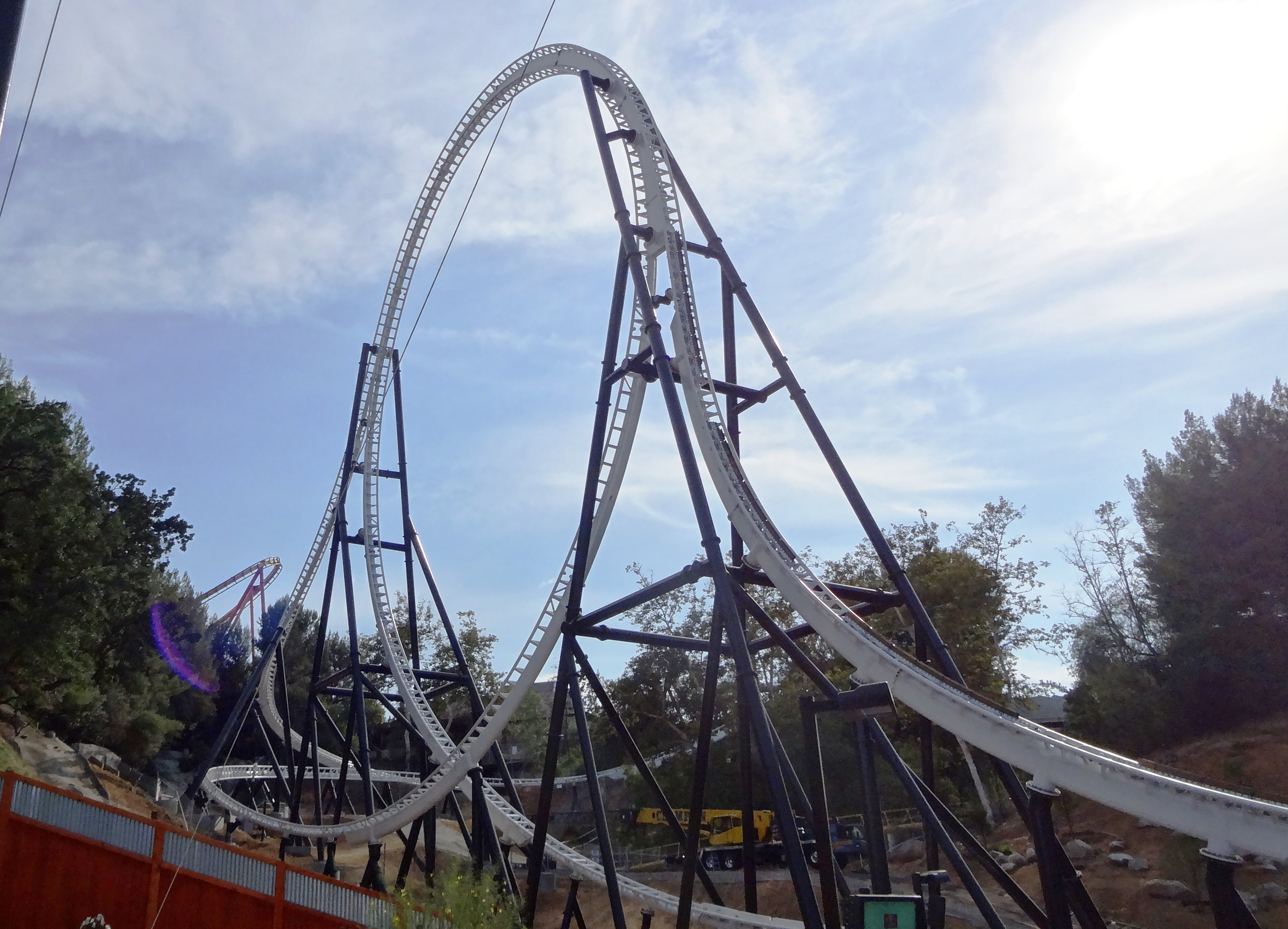
Full Throttle à Six Flags Magic Mountain
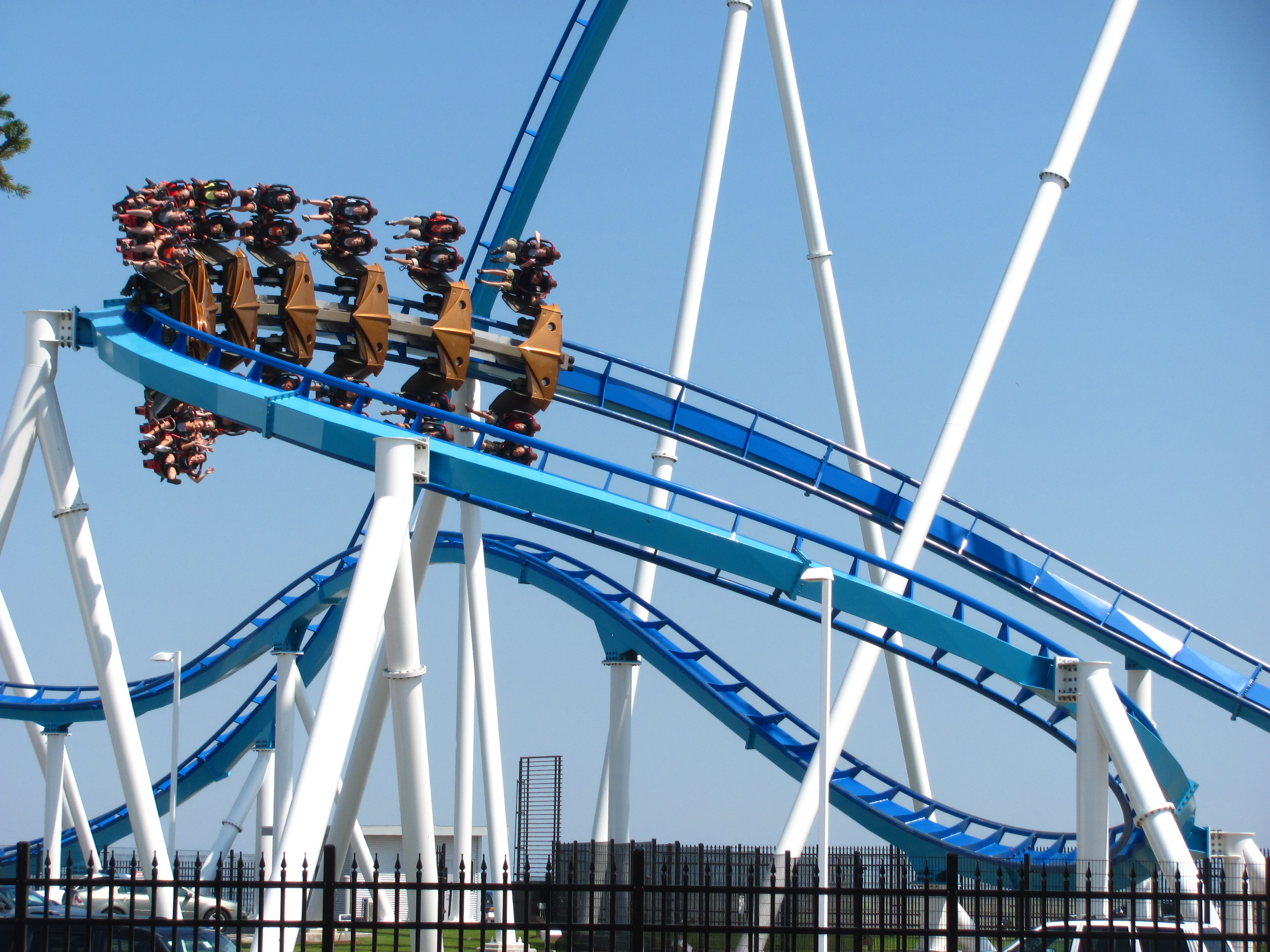
GateKeeper à Cedar Point
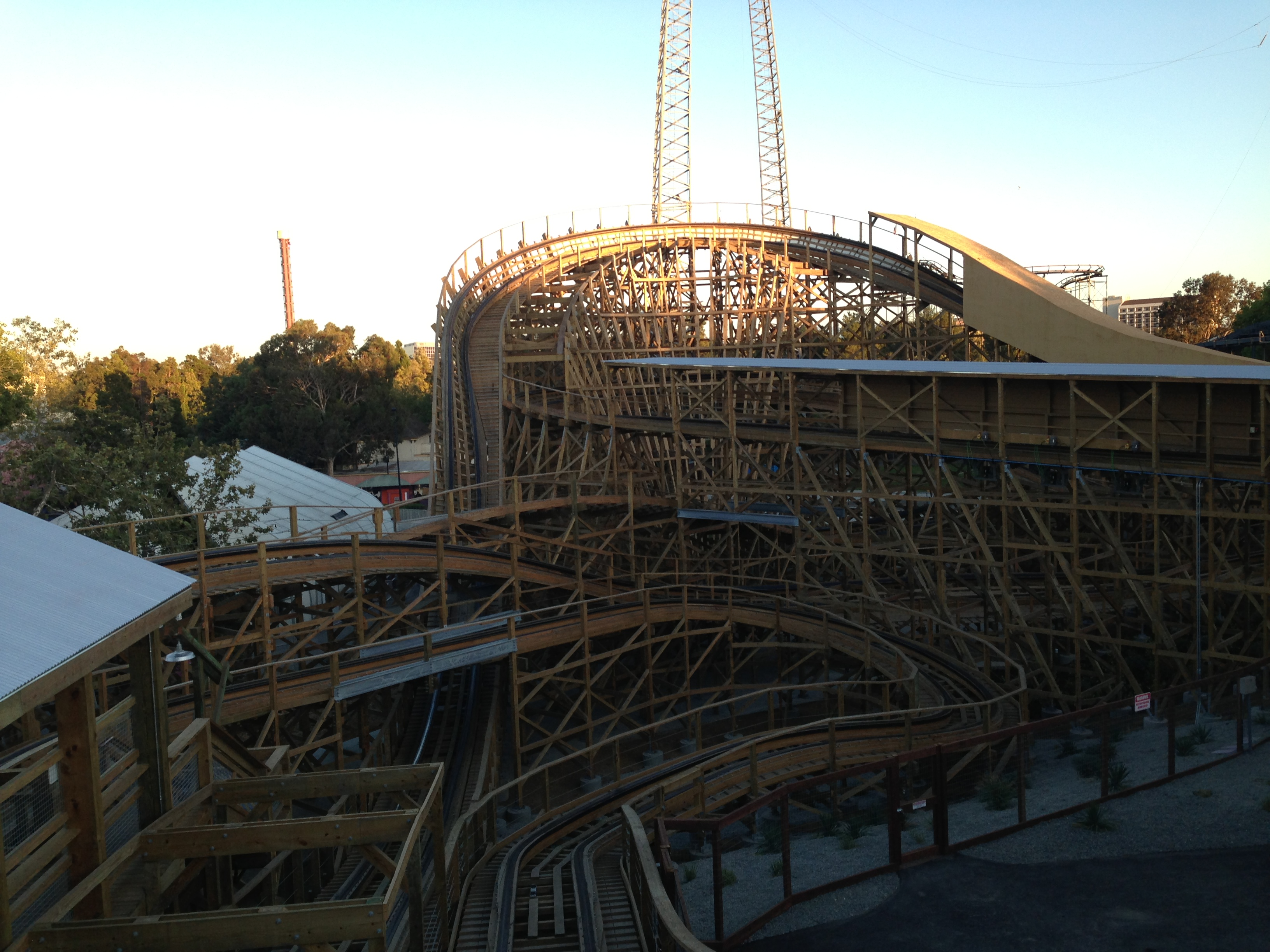
Gold Striker à California's Great America
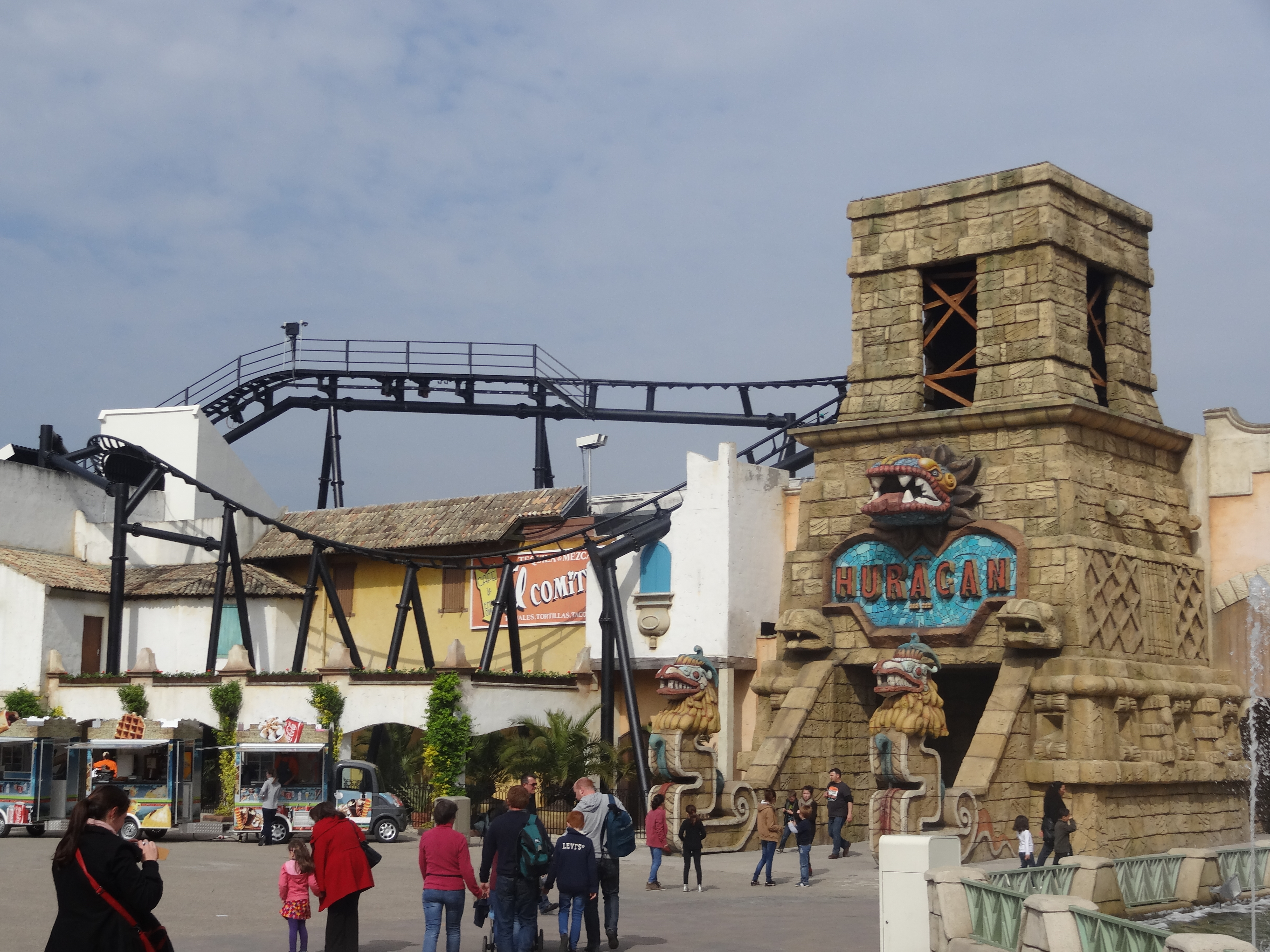
Huracan à Bellewaerde
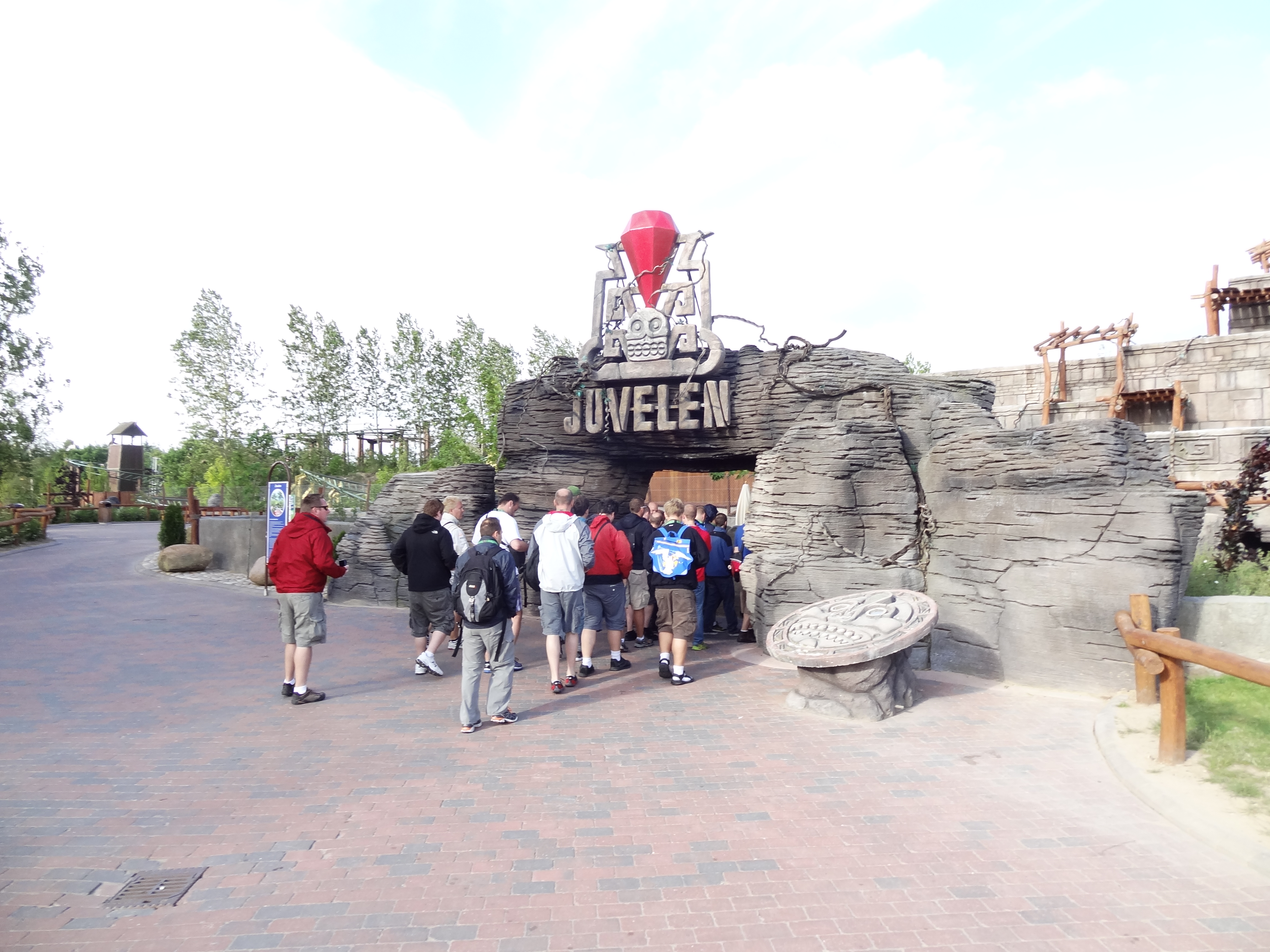
Juvelen à Djurs Sommerland
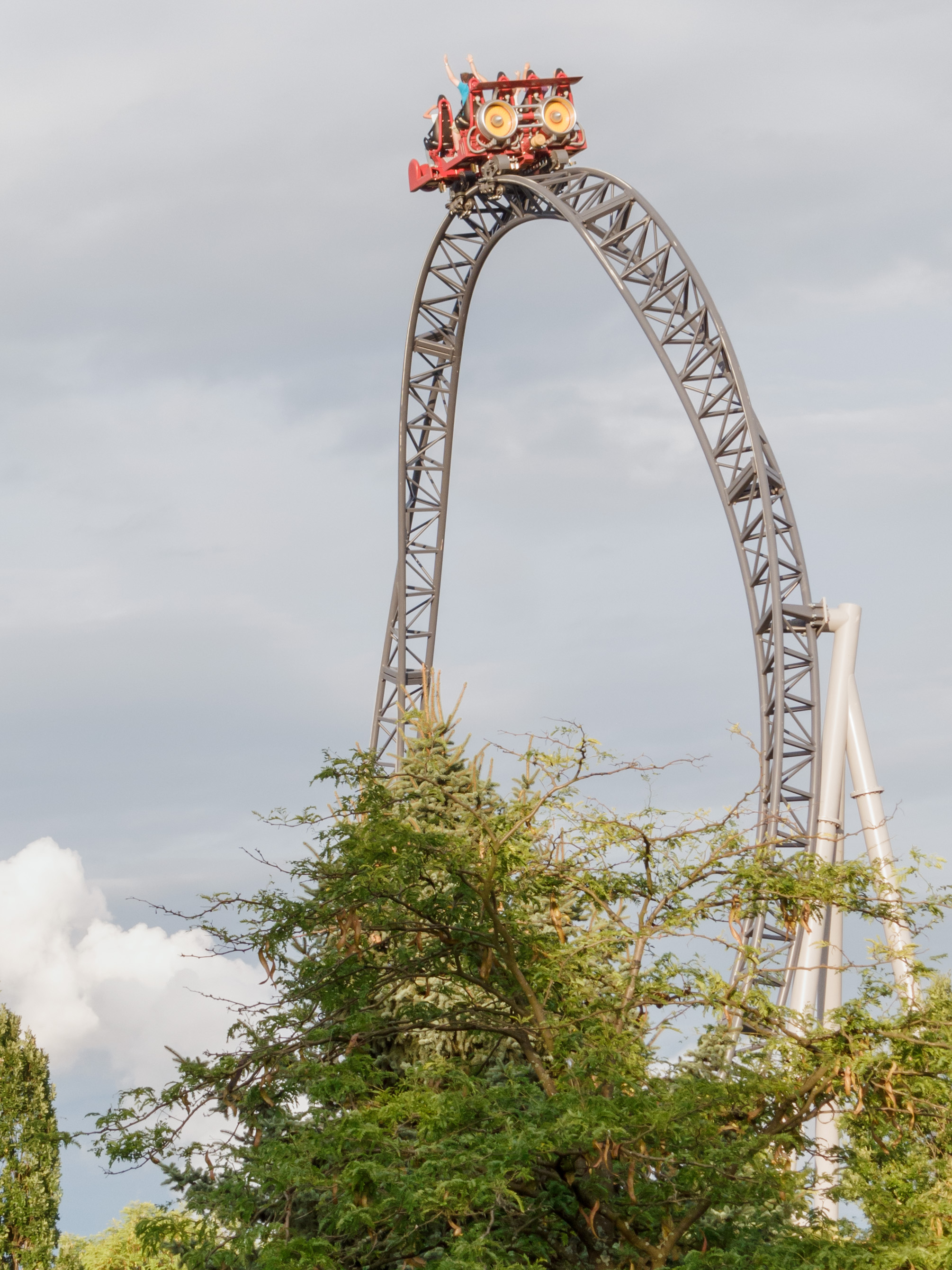
Karacho à Erlebnispark Tripsdrill
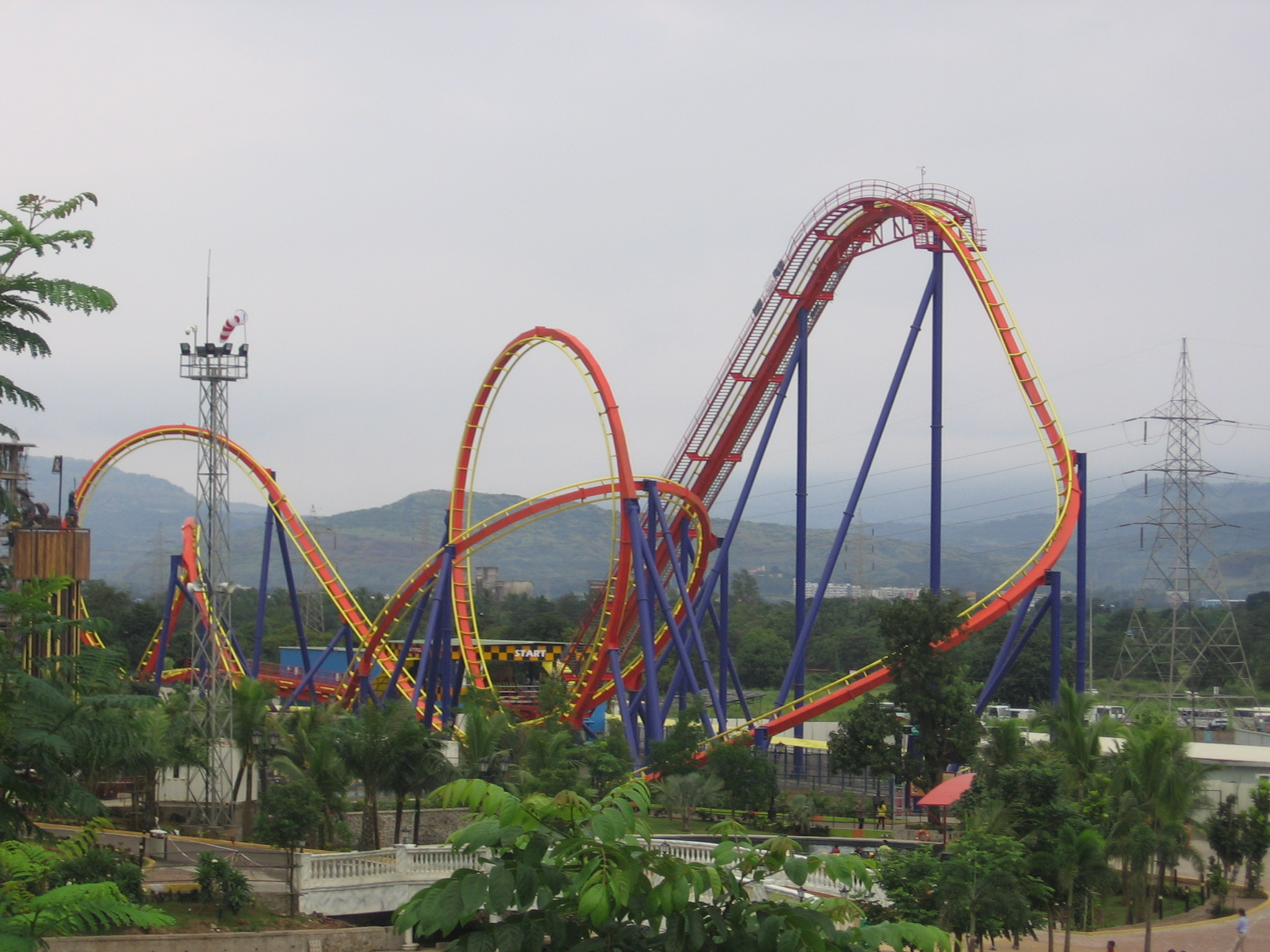
Nitro à Adlabs Imagica
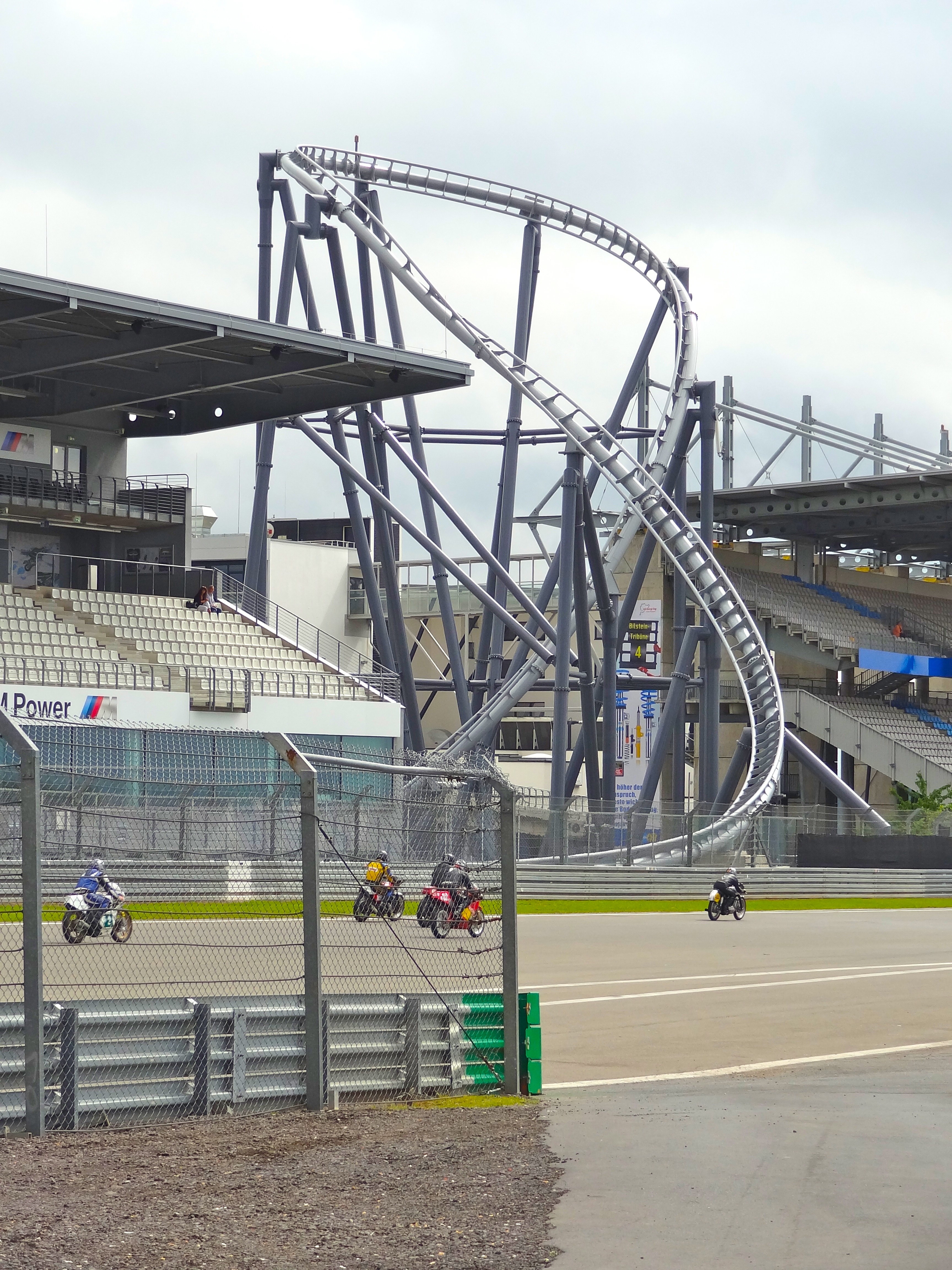
Ring°Racer à Nürburgring
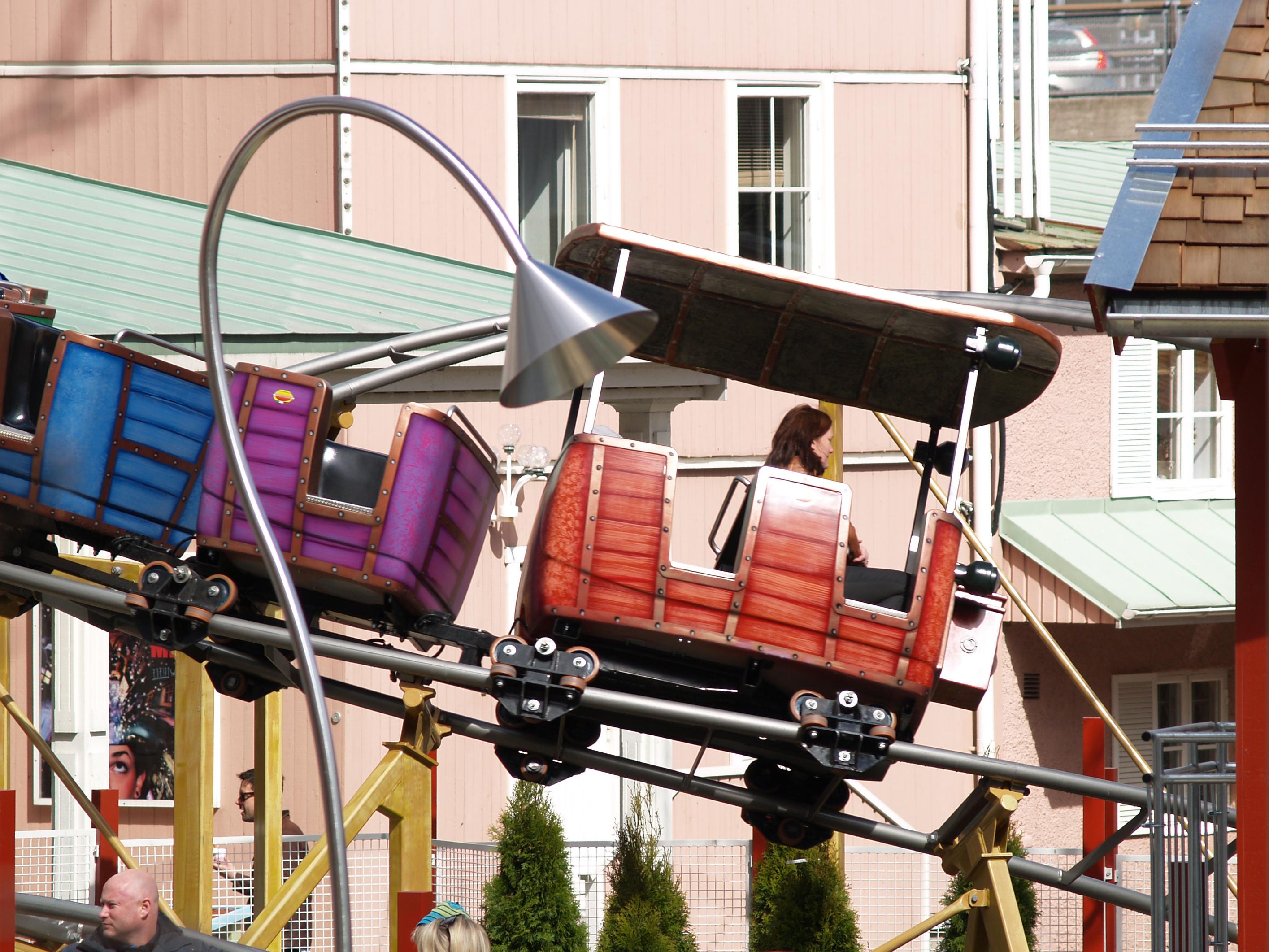
Stampbanan à Liseberg
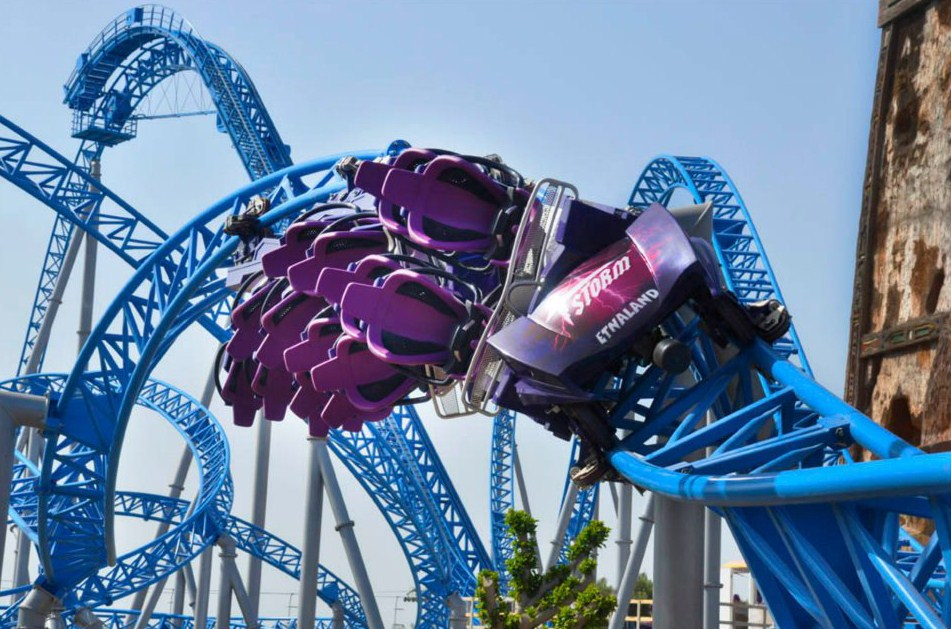
Storm à Etnaland
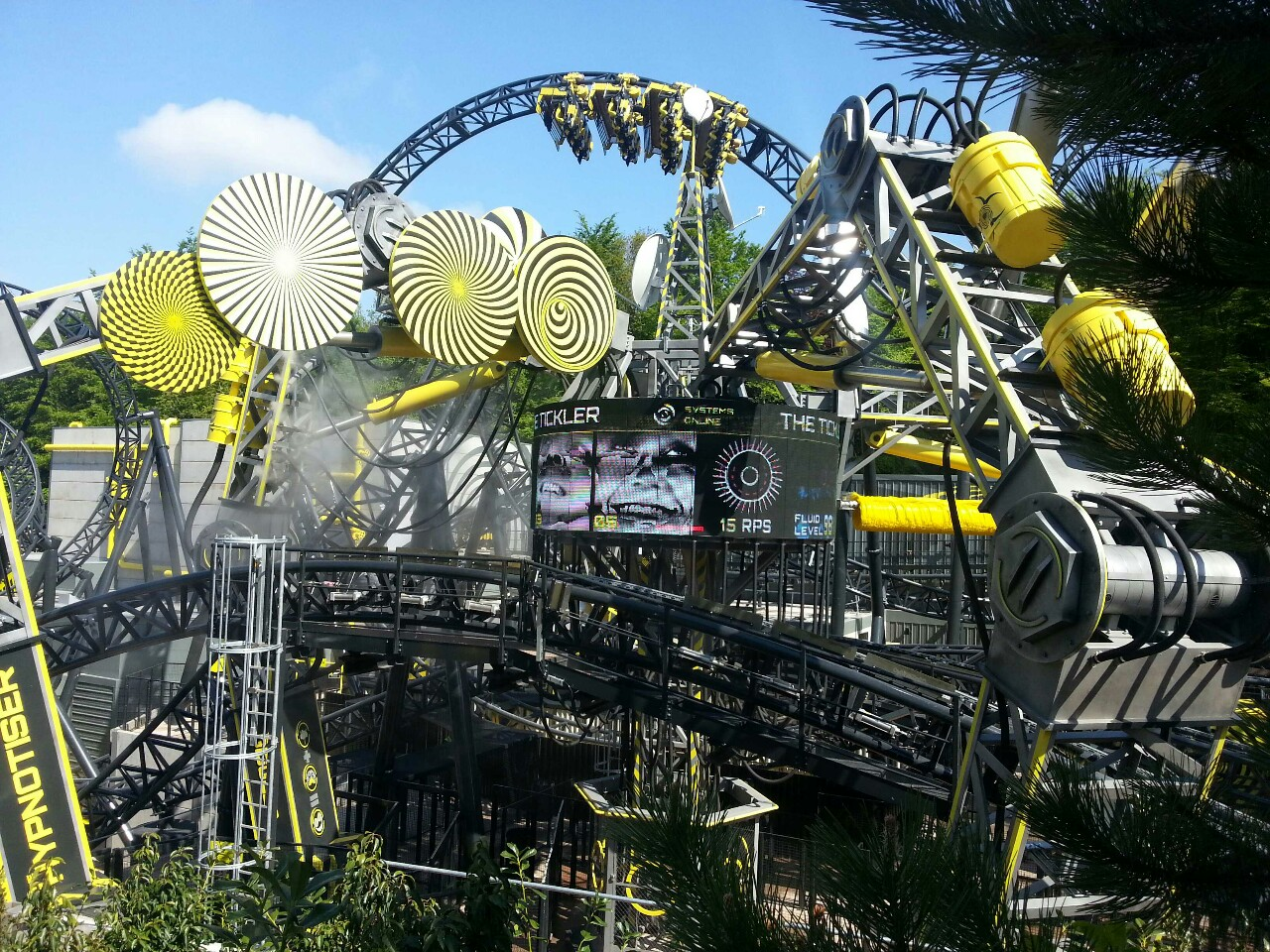
The Smiler à Alton Towers
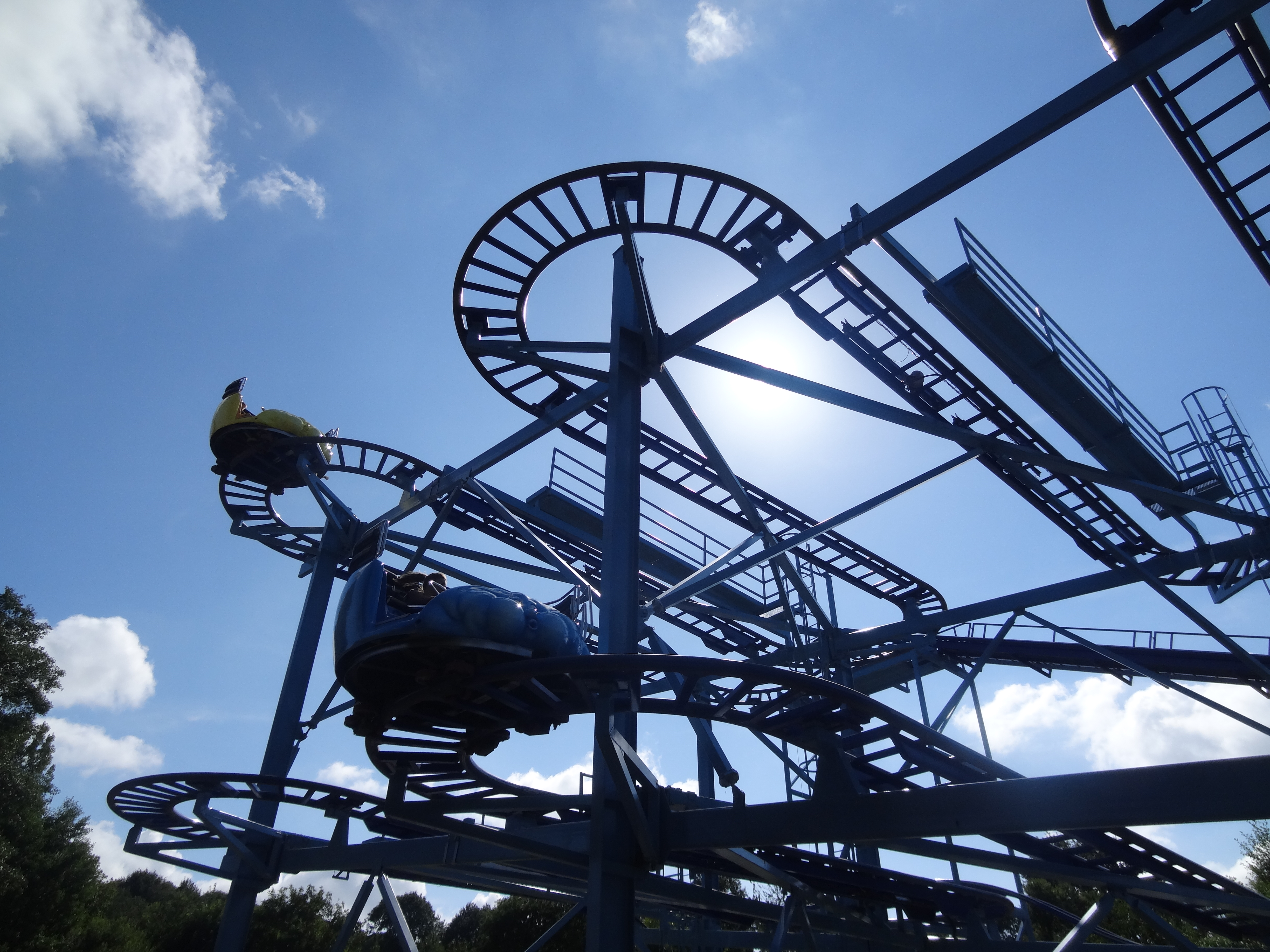
Tornado au parc Ange Michel
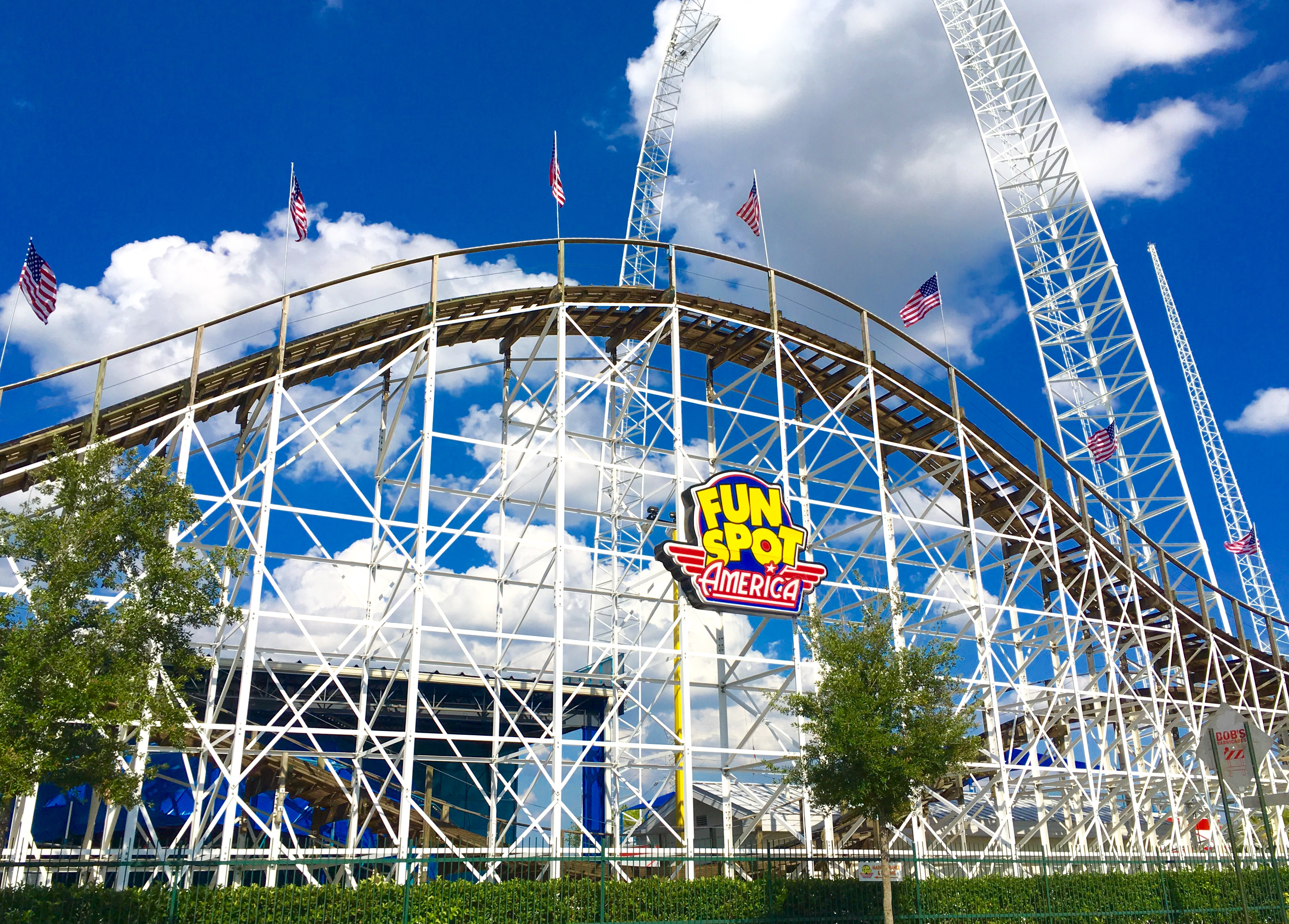
White Lightning à Fun Spot America

### Autres attractions
Cette liste est non exhaustive.
| Nom                                  | Type / Modèle                     | Constructeur                                | Parc                        | Pays         |
| ------------------------------------ | --------------------------------- | ------------------------------------------- | --------------------------- | ------------ |
| 360                                  | Star Shape                        | Zierer                                      | Vialand                     | Turquie      |
| Antarctica: Empire of the Penguin    | Parcours scénique                 | Oceaneering International                   | SeaWorld Orlando            | États-Unis   |
| Aquagaudi                            | Bûches                            | Reverchon                                   | Prater de Vienne            | Autriche     |
| Aqua Twist                           | Twist'n'Splash                    | Mack Rides                                  | La Ronde                    | Canada       |
| Bataglia Navale                      | Splash Battle                     | Preston & Barbieri                          | Rainbow Magicland           | Italie       |
| Barnyard                             | Barnyard                          | Zamperla                                    | Parc du Bocasse             | France       |
| Brandweermolen                       | Fire Brigade                      | Zamperla                                    | Plopsa Indoor Hasselt       | Pays-Bas     |
| Carrousel 1900                       | Carrousel                         | Concept 1900                                | Walygator Parc              | France       |
| Çılgın Nehir                         | Bouées                            | Intamin                                     | Vialand                     | Turquie      |
| Circuit de tacots                    | Circuit de tacots                 | Zamperla                                    | Cobac Parc                  | France       |
| Cyklonen                             | Magic Bikes                       | Zamperla                                    | Liseberg                    | Suède        |
| Djengu River                         | Bouées                            | Hafema                                      | Toverland                   | Pays-Bas     |
| Dragons Wild Shooting                | Parcours scénique interactif      | Triotech/Hettema Group                      | Lotte World                 | Corée du Sud |
| Eclipse                              | Star Flyer                        | Funtime                                     | Gröna Lund                  | Suède        |
| El secreto de los Mayas              | Palais des glaces                 | Adrian Fisher Mazes                         | PortAventura Park           | Espagne      |
| Etnaland Tower                       | Tour de chute                     | S&S Worldwide                               | Etnaland                    | Italie       |
| Expedition Nautilus                  | Twist'n'Splash                    | Mack Rides                                  | Attractiepark Slagharen     | Pays-Bas     |
| Family Swing                         | Chaises Volantes                  | Zamperla                                    | Parc du Bocasse             | France       |
| Flash Tower                          | Tour de chute                     | Zamperla                                    | Parc du Bocasse             | France       |
| Fluch des Teutates                   | Spinning Raft                     | ABC Engineering                             | Freizeitpark Plohn          | Allemagne    |
| Fly Zone                             | Freak Out                         | Technical Park                              | Europark                    | France       |
| Flying Scooters                      | Flying Scooters                   | Larson International                        | Michigan's Adventure        | États-Unis   |
| Fogg's Trouble                       | Rockin' Tug                       | Zamperla                                    | Attractiepark Slagharen     | Pays-Bas     |
| Fossen                               | Bûches                            | ABC Engineering                             | Kongeparken                 | Norvège      |
| Haunted School                       | Parcours scénique interactif      | Gosetto                                     | Etnaland                    | Italie       |
| Hobs Pit                             | Parcours scénique                 | Supercar Leisure                            | Pleasurewood Hills          | Royaume-Uni  |
| Honey Pots                           | Tasses                            | Zamperla                                    | Parc du Bocasse             | France       |
| Kang and Kodos' Twirl 'n' Hurl       | Manège d'avions                   | Zamperla                                    | Universal Studios Florida   | États-Unis   |
| Kaos                                 | Twist'n'Splash                    | Mack Rides                                  | Etnaland                    | Italie       |
| King Kong                            | King Kong                         | Huss Park Attractions                       | Vialand                     | Turquie      |
| Kitt Superjet                        | Jet Boat Ride                     |                                             | Movieland Studios           | Italie       |
| Kwai River                           | Bûches                            | Interlink                                   | PowerPark                   | Finlande     |
| La Diligence                         | Crazy Bus                         | Zamperla                                    | Fraispertuis-City           | France       |
| La Grande Vague                      | Disk'O Coaster                    | Zamperla                                    | Plopsaland De Panne         | Belgique     |
| La Petite Roue                       | Mini grande roue                  | SBF Visa Group                              | Parc Bagatelle              | France       |
| La Ronde des grenouilles             | Jump Around                       | Zamperla                                    | Le Pal                      | France       |
| Laser City                           | Salle de laser                    | Laserlight Showdesign                       | Fraispertuis-City           | France       |
| Le Cap'tain Baggy                    | Mini bateau à bascule             | SBF Visa Group                              | Parc Bagatelle              | France       |
| Les Chaises volantes                 | Chaises volantes                  | Zamperla                                    | Cobac Parc                  | France       |
| Les Montgolfières                    | Samba Tower                       | Zamperla                                    | Parc touristique des Combes | France       |
| Las Ranitas                          | Jump Around                       | Zamperla                                    | Fraispertuis-City           | France       |
| Magic Bikes                          | Magic Bikes                       | Zamperla                                    | Attractiepark Slagharen     | Pays-Bas     |
| Mega Disk'O                          | Mega Disk'O                       | Zamperla                                    | Didi'Land                   | France       |
| Moby Dick                            | Music Express                     | Vekoma                                      | Pleasurewood Hills          | Royaume-Uni  |
| Mystic Manor                         | Parcours scénique                 | Walt Disney Imagineering                    | Hong Kong Disneyland        | Chine        |
| Pacific Scrambler                    | Scrambler                         | Larson                                      | Knott's Berry Farm          | États-Unis   |
| Pinguine! Abenteuer Antarktis        | Bûches                            | ABC Engineering                             | Sea Life Abenteuer Park     | Allemagne    |
| Pirates Aventures                    | Music Express                     | Technical Park                              | Didi'Land                   | France       |
| Quest for Chi                        | Splash Battle                     | Mack Rides                                  | Legoland Florida            | États-Unis   |
| Rajasaurus River Adventure           | Shoot the Chute                   | Hafema                                      | Adlabs Imagica              | Inde         |
| Red Baron                            | Manège Avion                      | Zamperla                                    | Magic Park Land             | France       |
| Scream Machine                       | Frisbee                           | Zamperla                                    | Adlabs Imagica              | Inde         |
| Sesame Street Spaghetti Space Chase  | Parcours scénique                 | Intamin                                     | Universal Studios Singapore | Singapour    |
| Skull Rock                           | Bûches                            | Mimafab                                     | Oakwood Theme Park          | Royaume-Uni  |
| SkyScreamer                          | Star Flyer                        | Funtime                                     | Six Flags Over Georgia      | États-Unis   |
| Star Tours: The Adventures Continue  | Cinéma dynamique                  | Walt Disney Imagineering                    | Tokyo Disneyland            | Japon        |
| Surfside Glider                      | Flying Scooters                   | Larson                                      | Knott's Berry Farm          | États-Unis   |
| Tail Spin                            | Disk'O Coaster                    | Zamperla                                    | Wild Adventures             | États-Unis   |
| Temple X-Pedition                    | Parcours scénique interactif      | Mack Rides                                  | Legoland Deutschland        | Allemagne    |
| Texas SkyScreamer                    | Star Flyer                        | Funtime                                     | Six Flags Over Texas        | États-Unis   |
| The Pirate Revenge                   | Twist'n'Splash                    | Mack Rides                                  | Fantasilandia               | Chili        |
| Thor's Hammer                        | Parcours scénique                 | ETF Ride Systems/P&P Projects               | TusenFryd                   | Norvège      |
| Transformers: The Ride               | Parcours scénique / Simulateur 3D | Universal Creative Industrial Light & Magic | Universal Studios Florida   | États-Unis   |
| Vicky The Battle                     | Splash Battle                     | Mack Rides                                  | Plopsaland De Panne         | Belgique     |
| Viking                               | Shoot the Chute / Spillwater      | Intamin                                     | Vialand                     | Turquie      |
| Volcans sacrés                       | Parcours scénique                 | ETF Ride Systems                            | Vulcania                    | France       |
| Wallace & Gromit: The Thrill-O-Matic | Parcours scénique                 | WGH Transportation Engineering              | Pleasure Beach, Blackpool   | Royaume-Uni  |
| Water Mania                          | Water Mania                       | Zamperla                                    | Luna Park (Coney Island)    | États-Unis   |
| Zindan                               | Parcours scénique                 | ETF Ride Systems/P&P Projects               | Vialand                     | Turquie      |

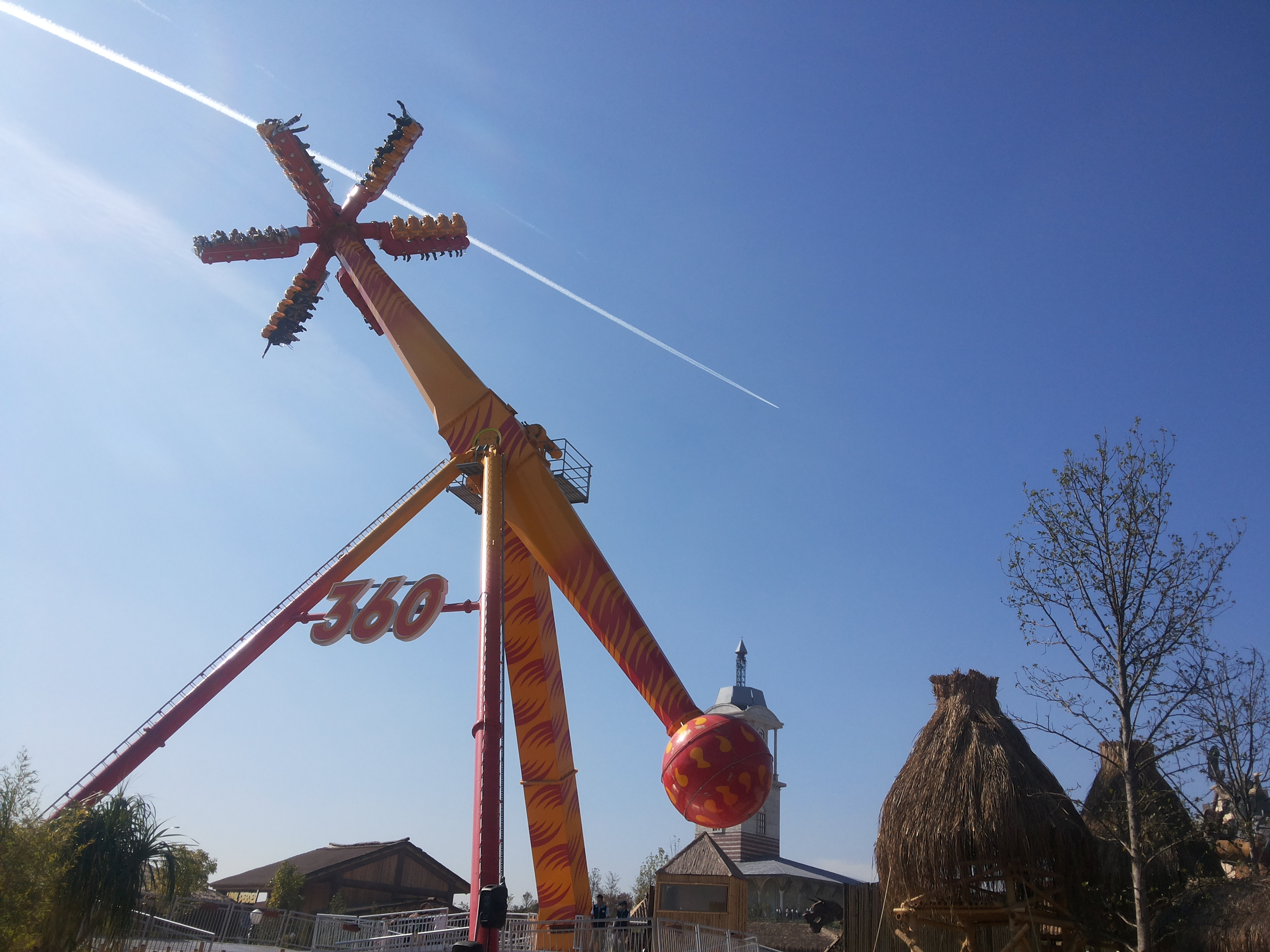
360 à Vialand
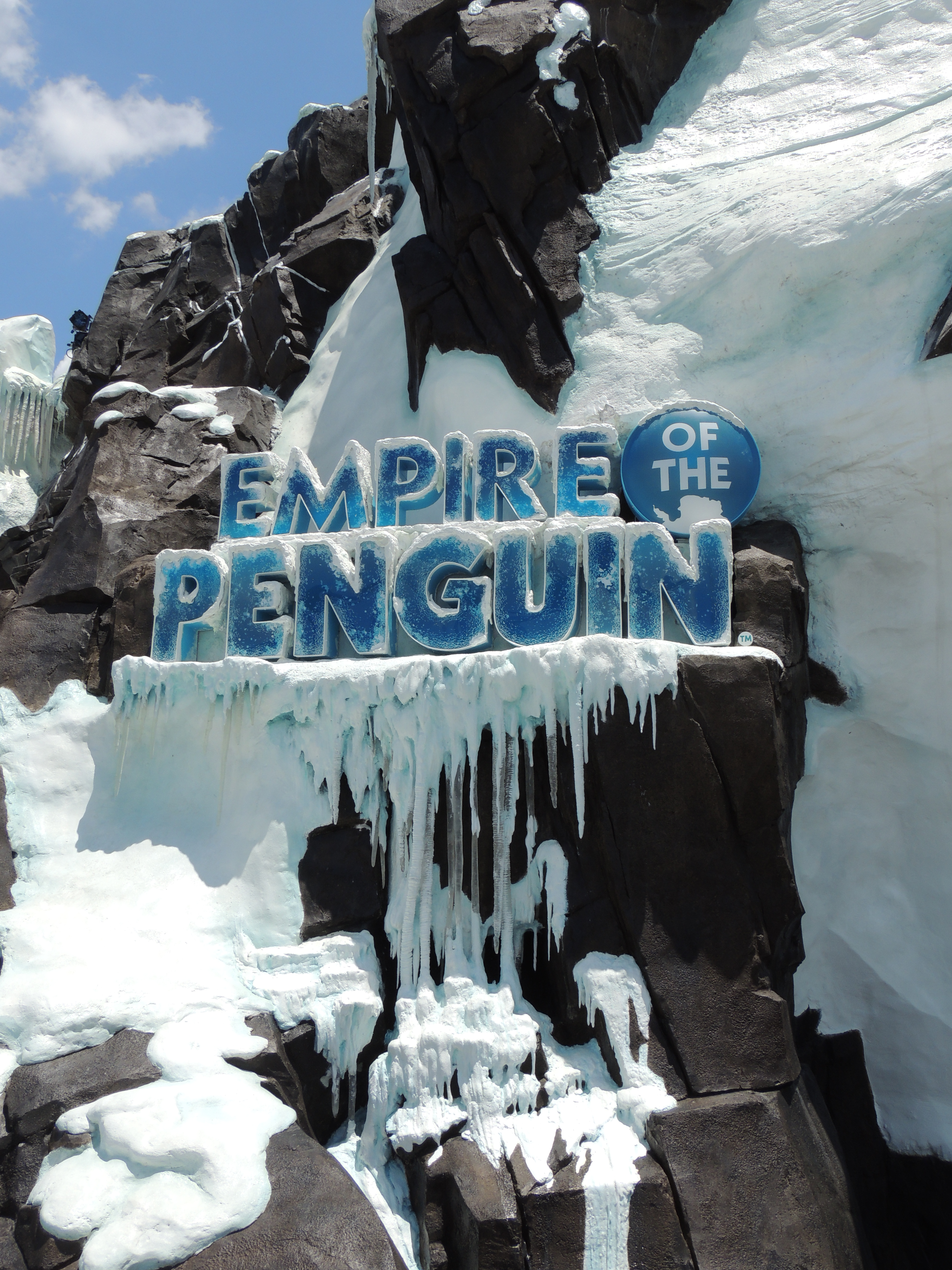
Antarctica: Empire of the Penguin à SeaWorld Orlando
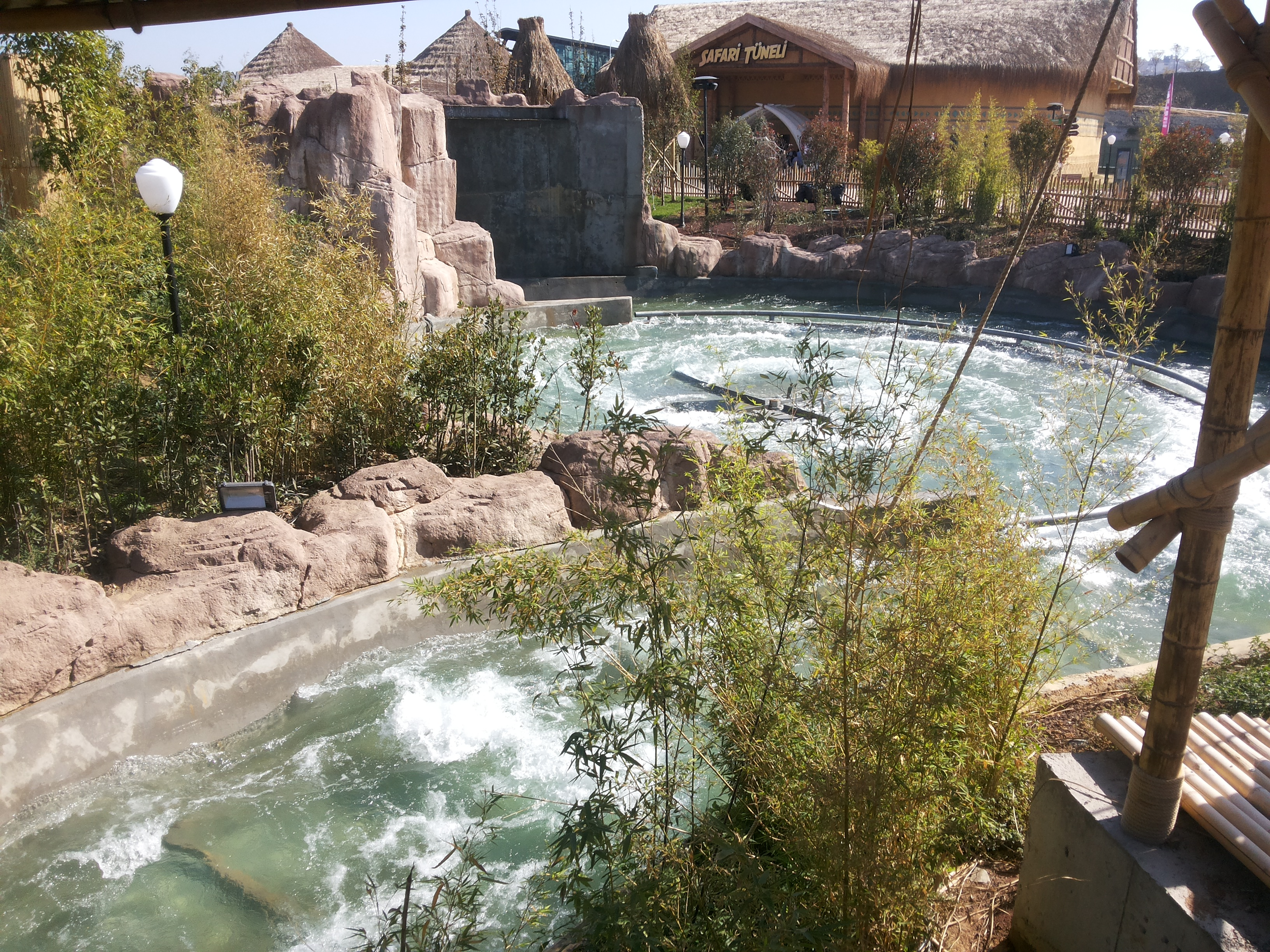
Çılgın Nehir à Vialand
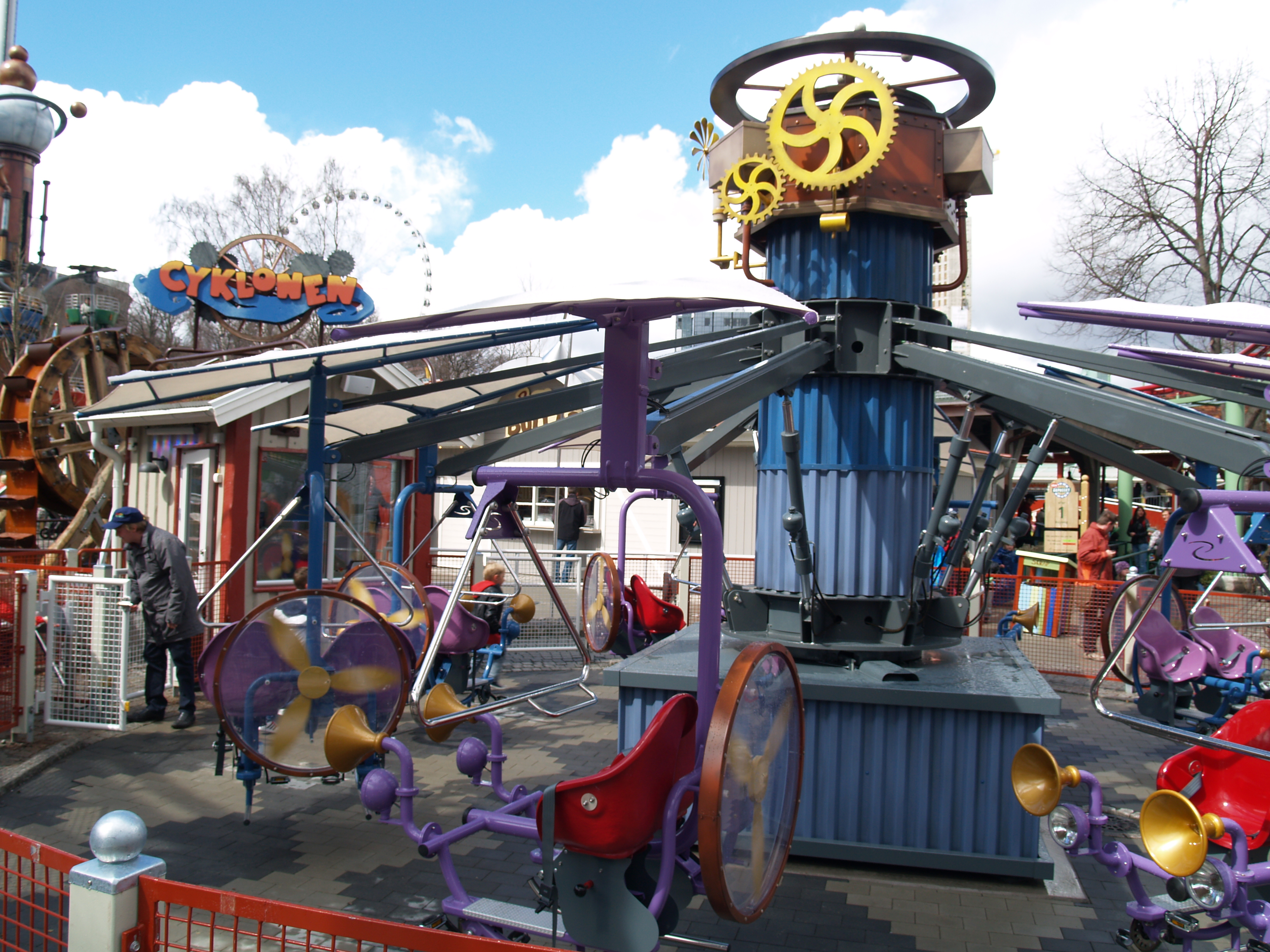
Cyklonen à Liseberg
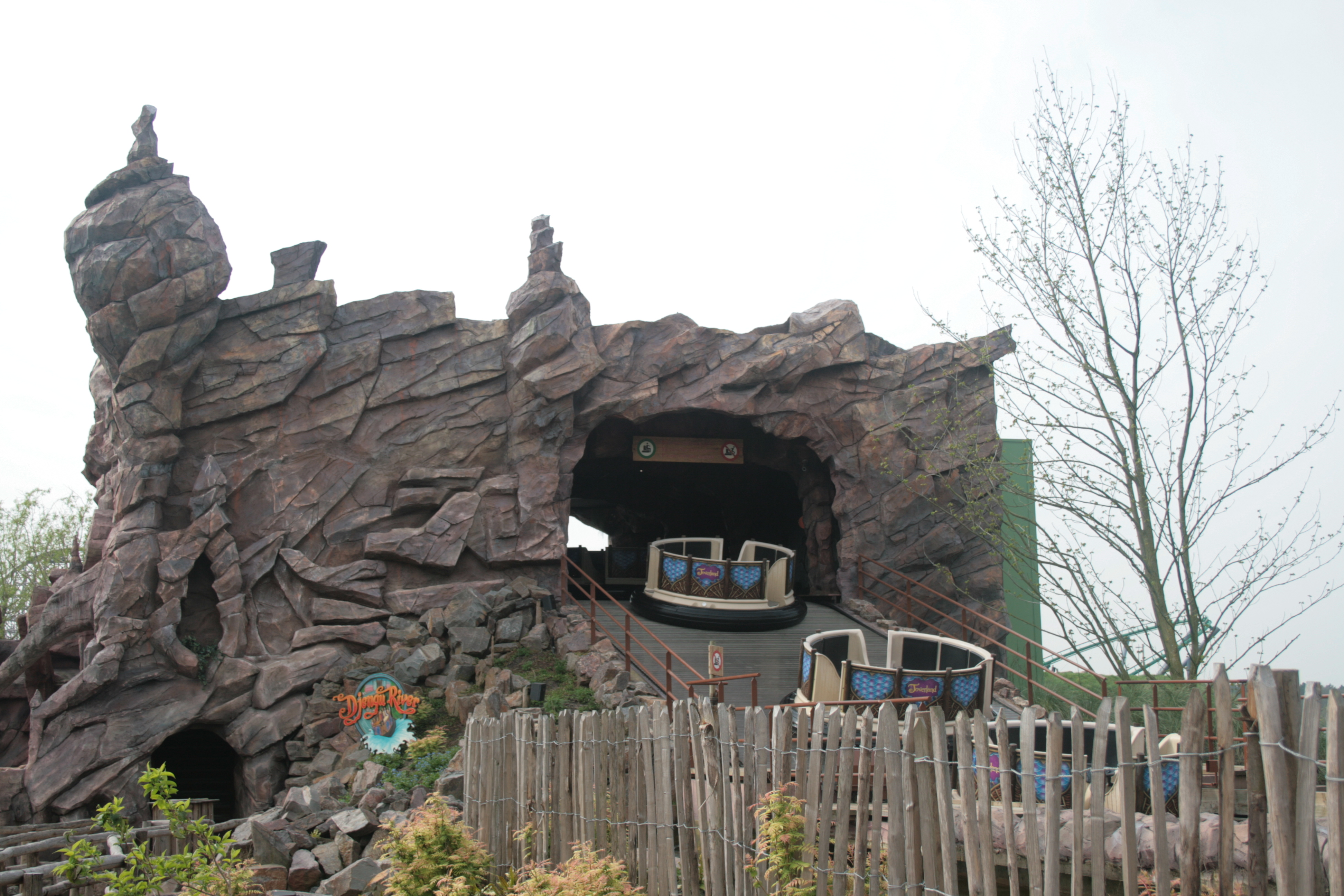
Djengu River à Toverland
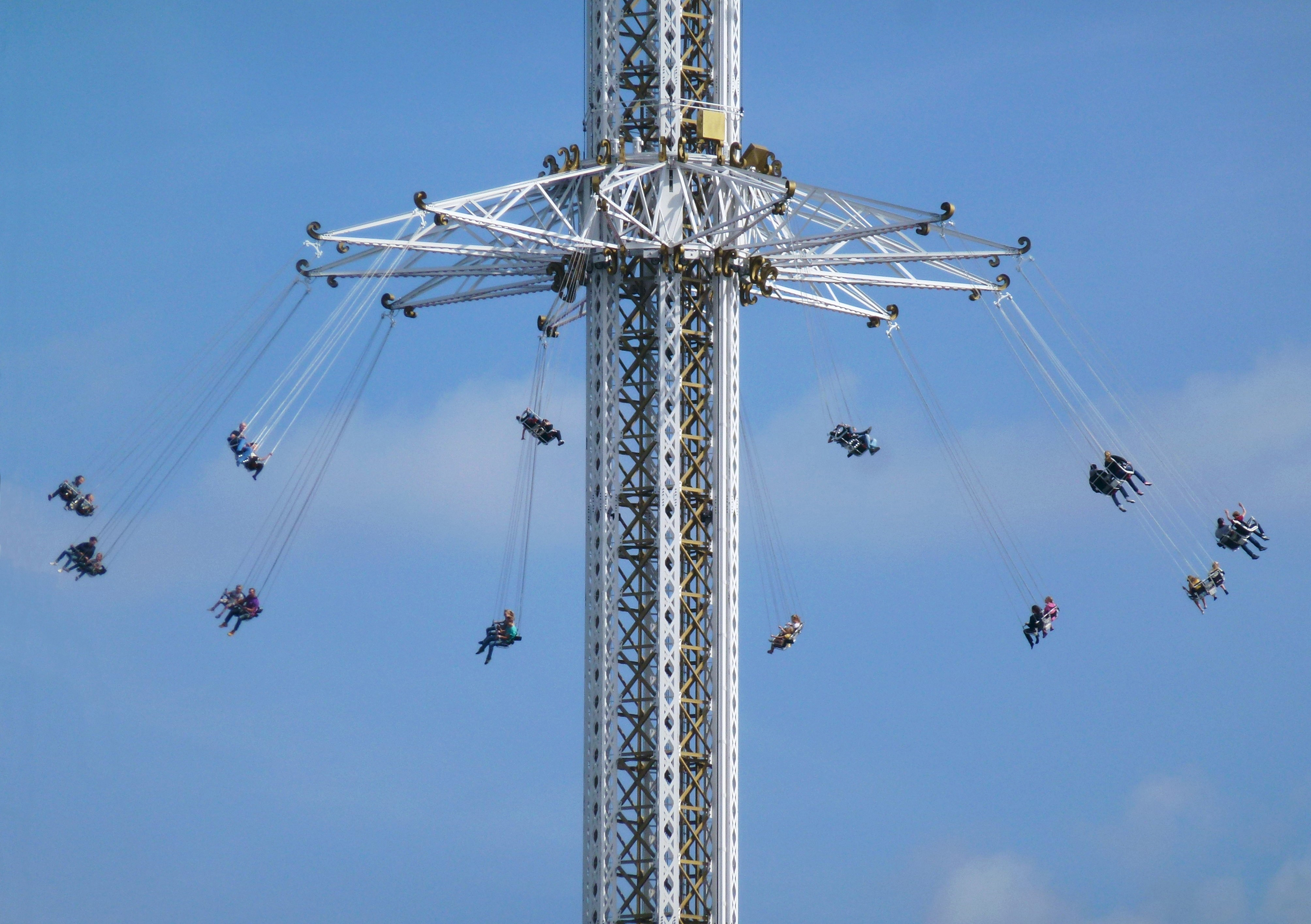
Eclipse à Gröna Lund
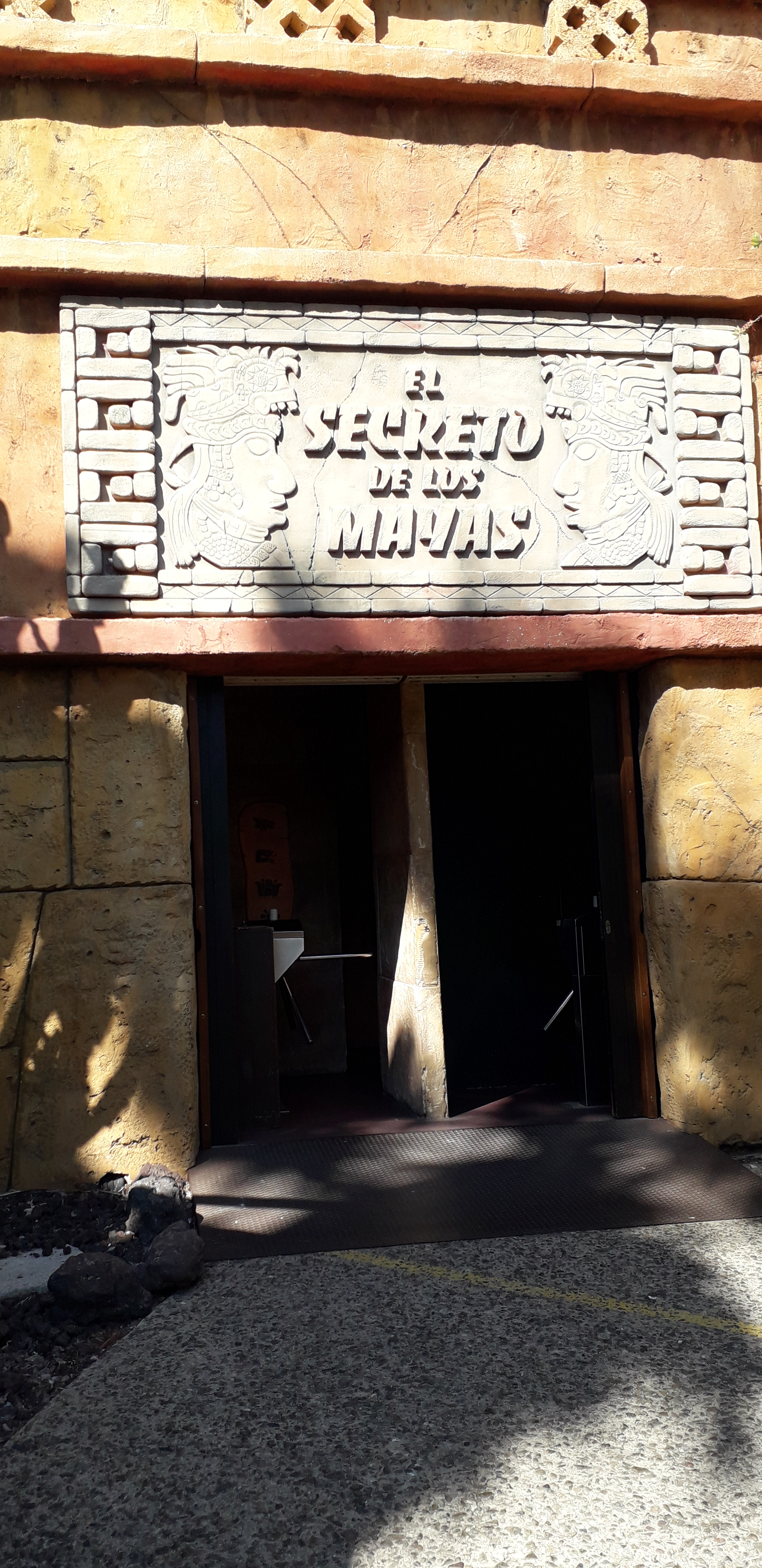
El secreto de los Mayas à PortAventura Park
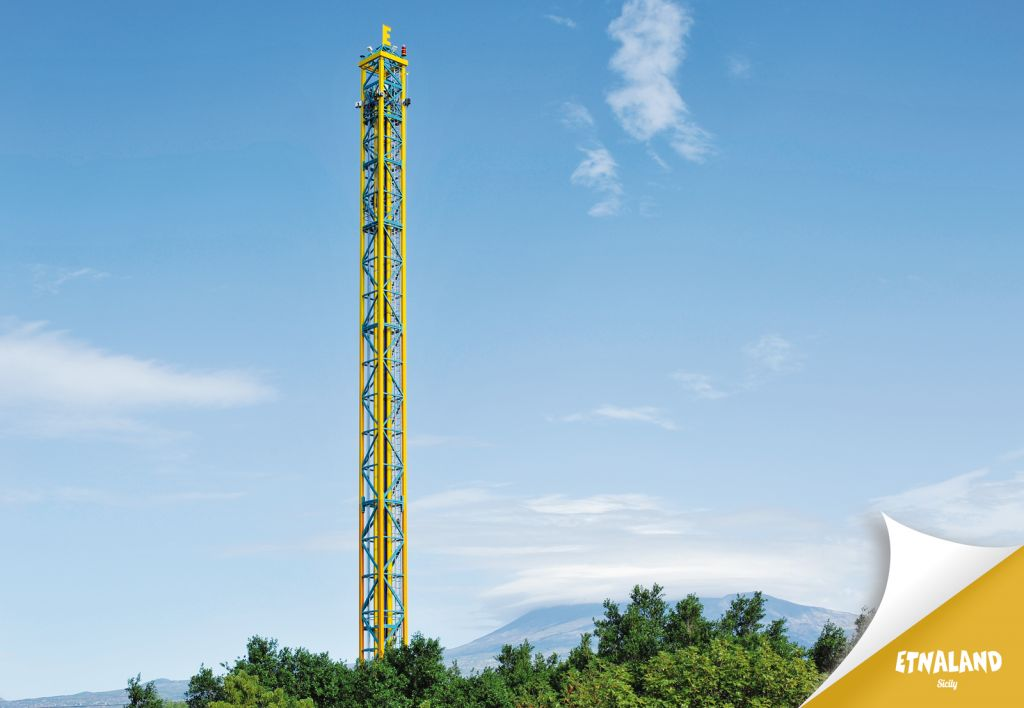
Etnaland Tower à Etnaland
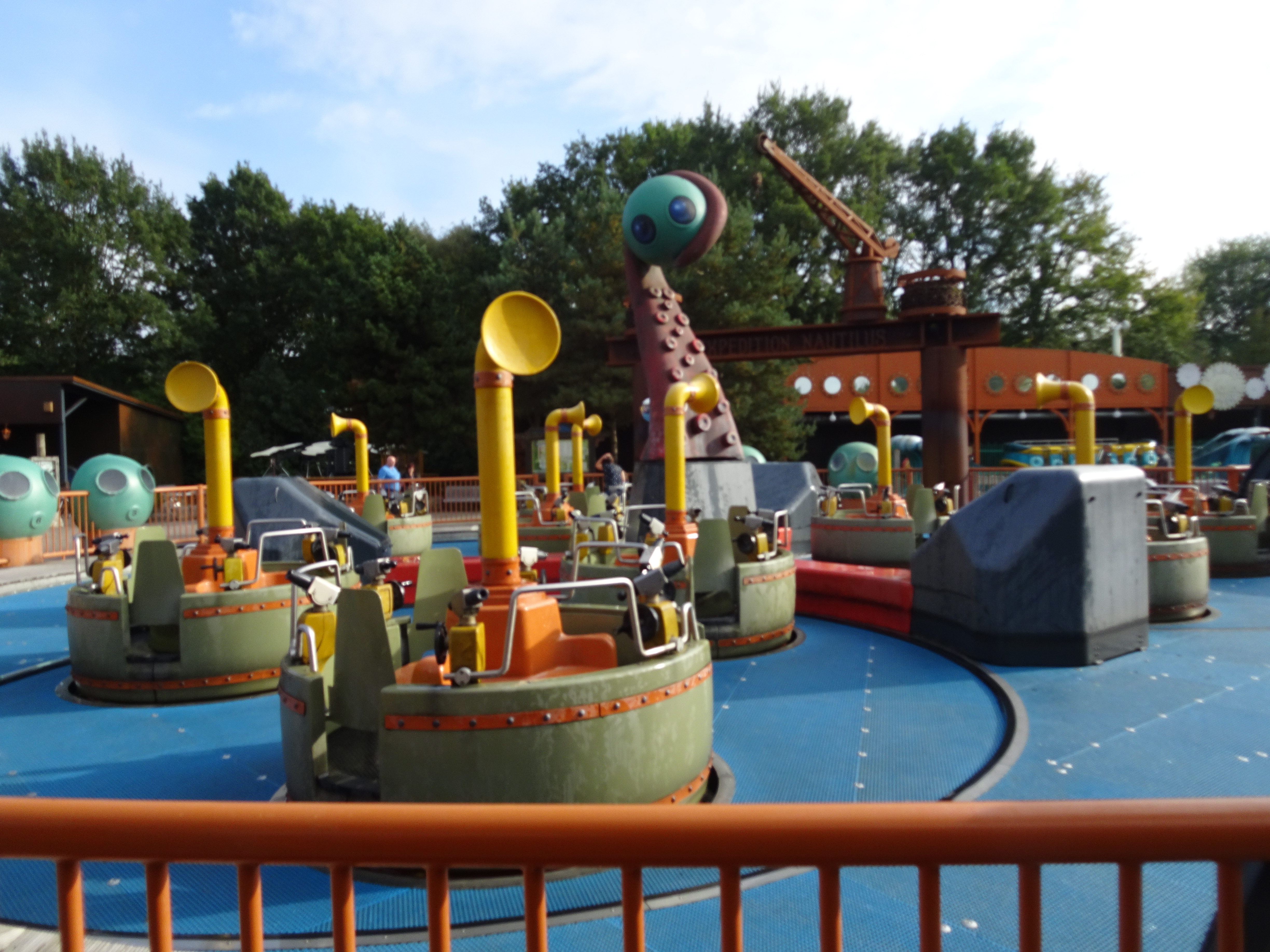
Expedition Nautilus à Attractiepark Slagharen
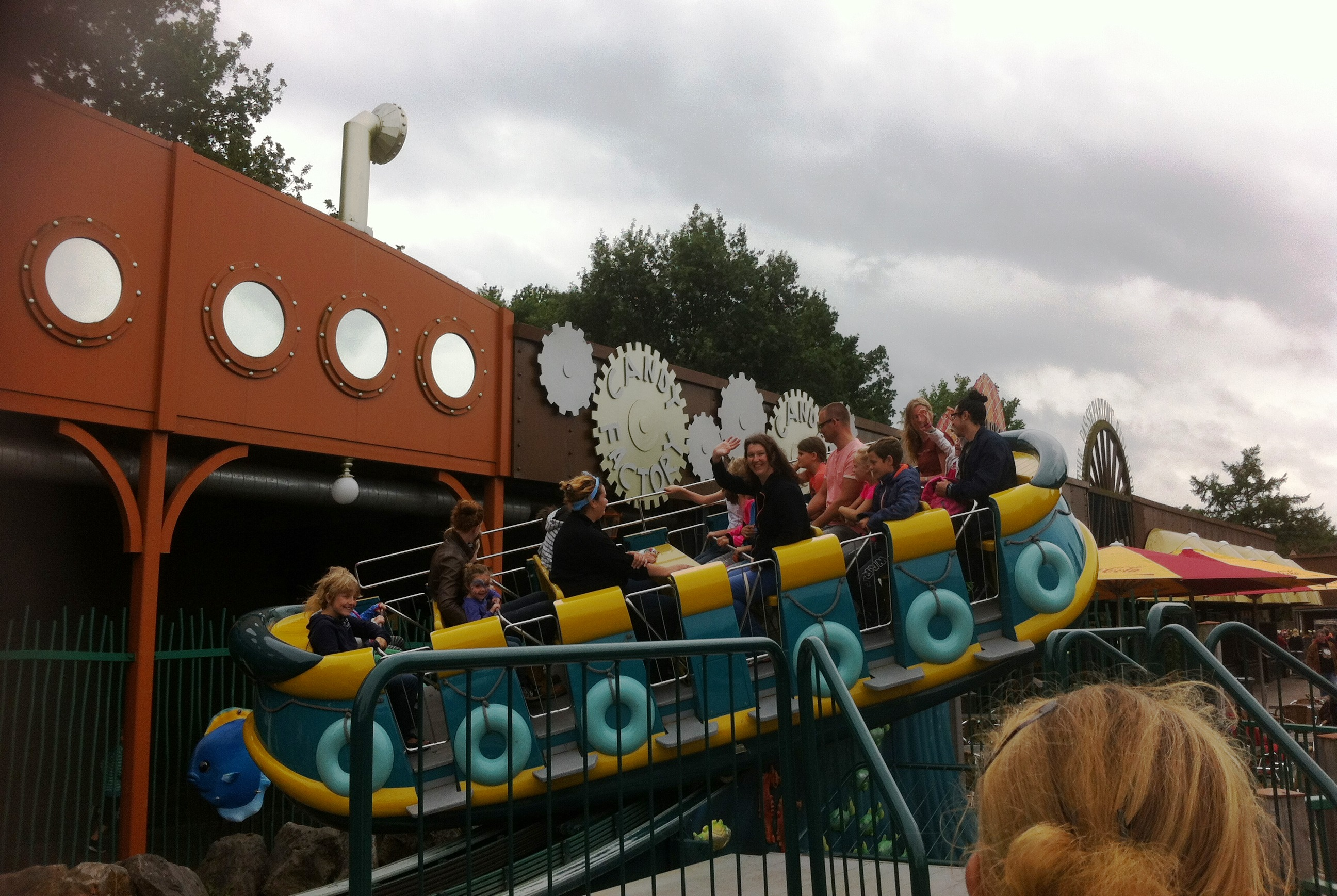
Fogg's Trouble à Attractiepark Slagharen
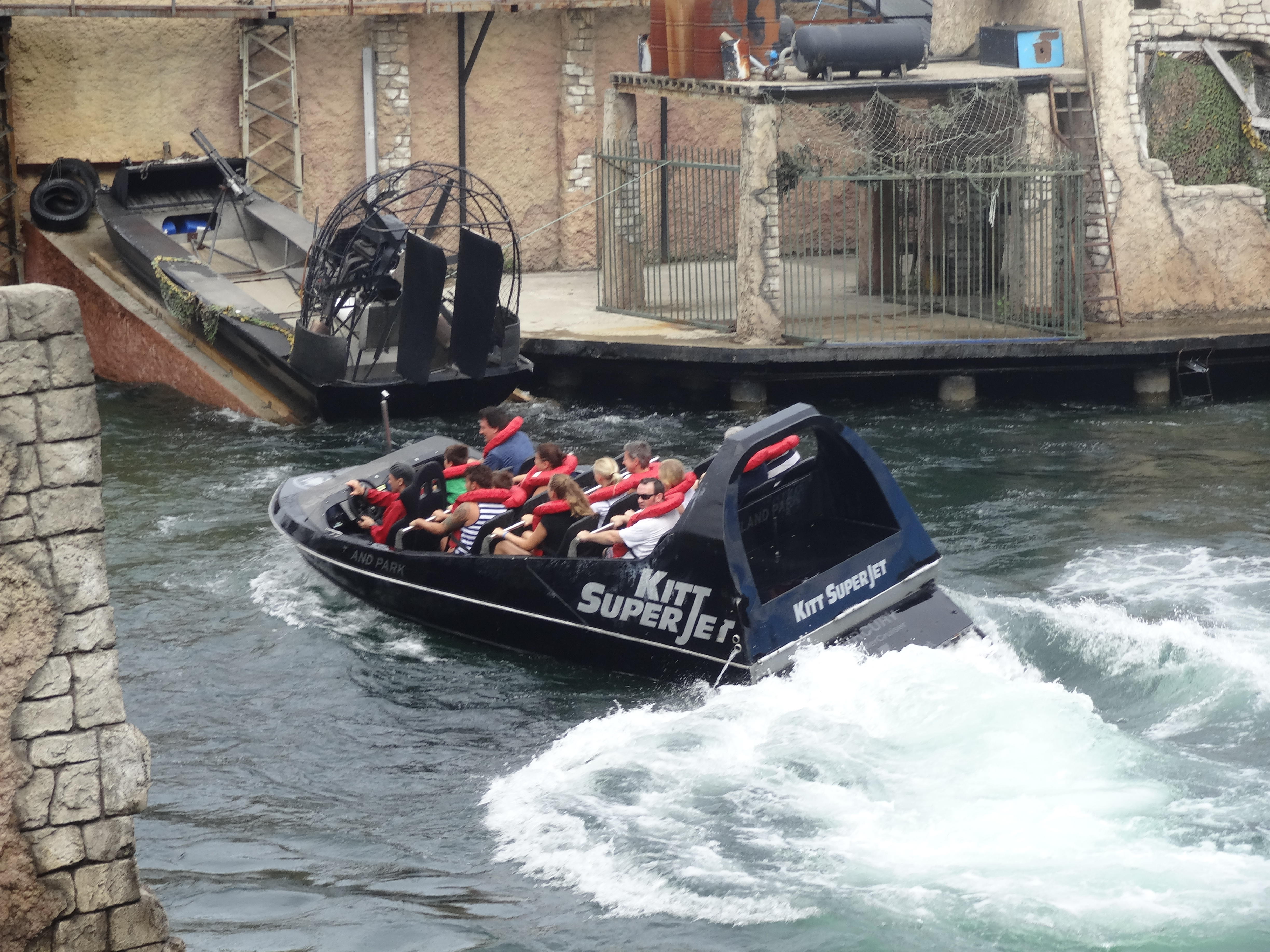
KITT Superjet à Movieland Studios
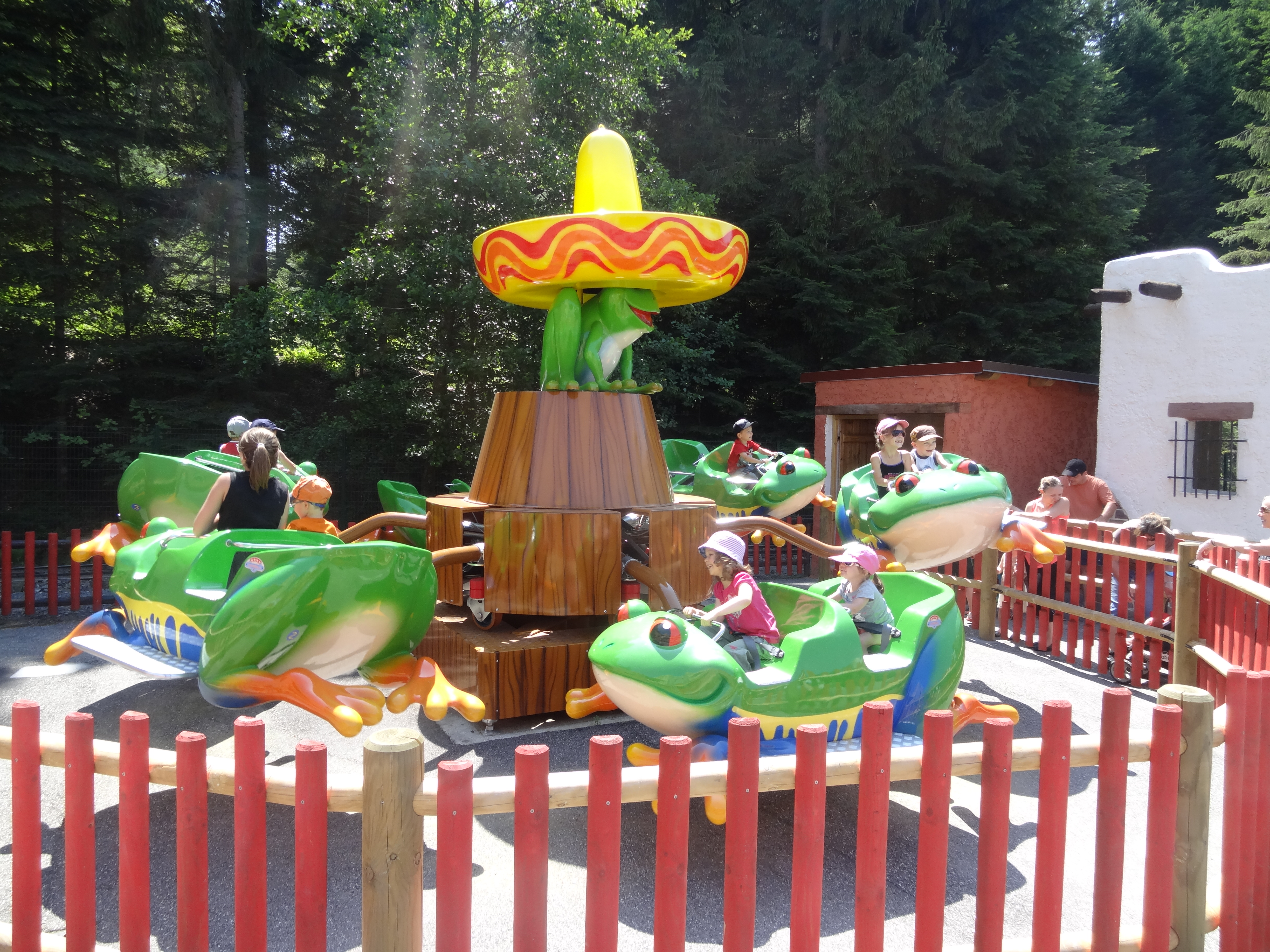
Las Ranitas à Fraispertuis-City
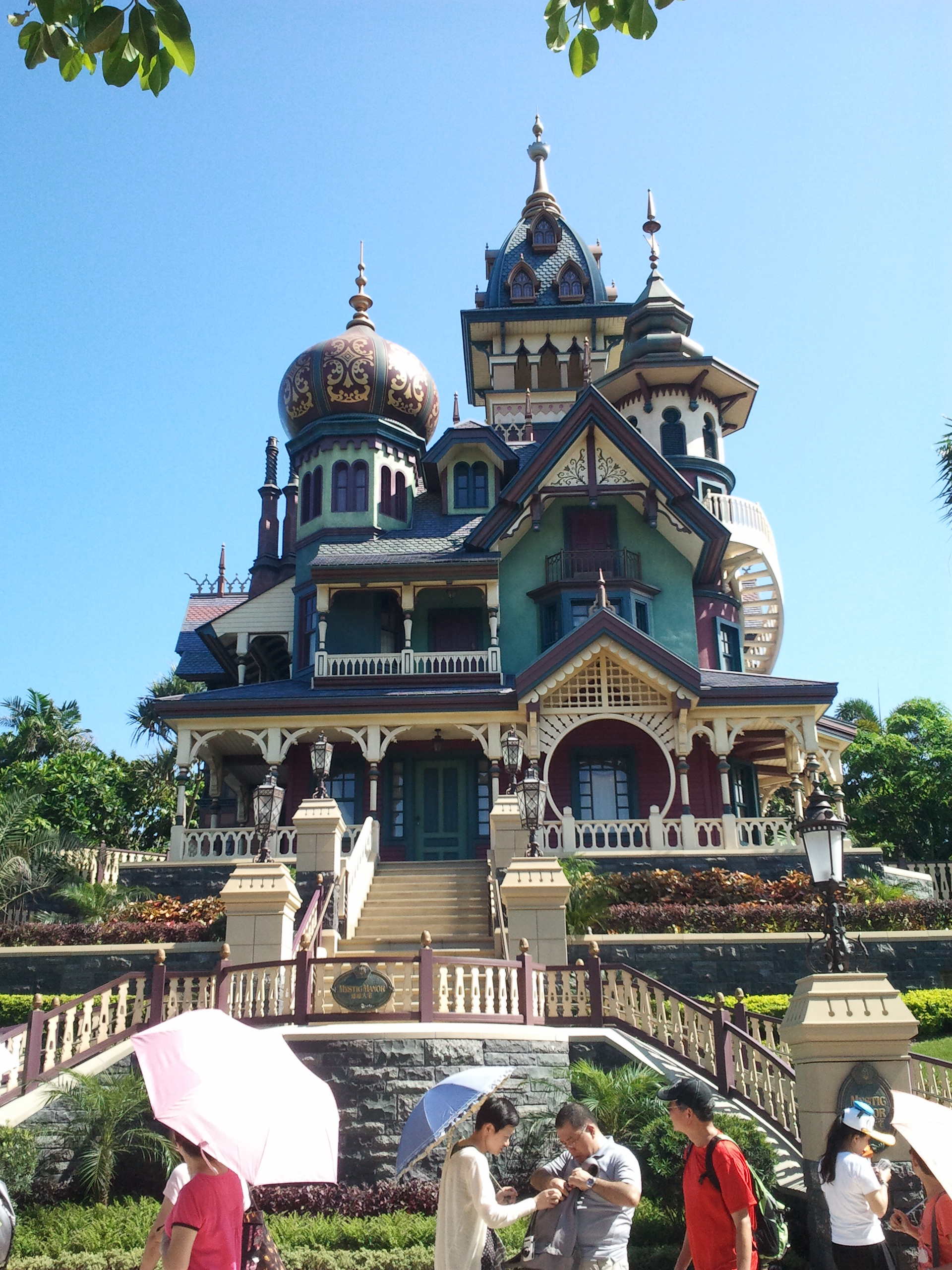
Mystic Manor à Hong Kong Disneyland
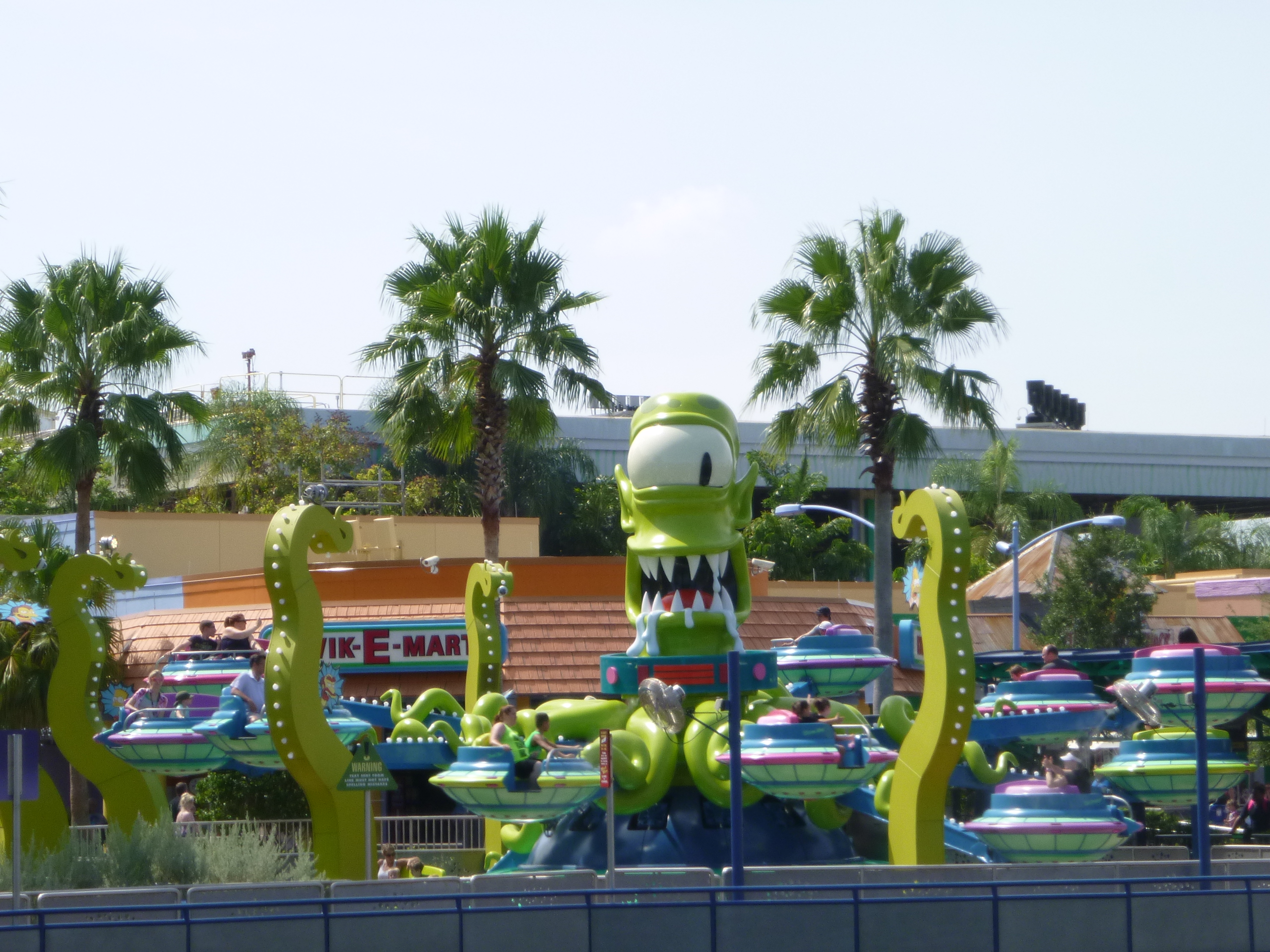
Kang and Kodos' Twirl 'n' Hurl à Universal Studios Florida
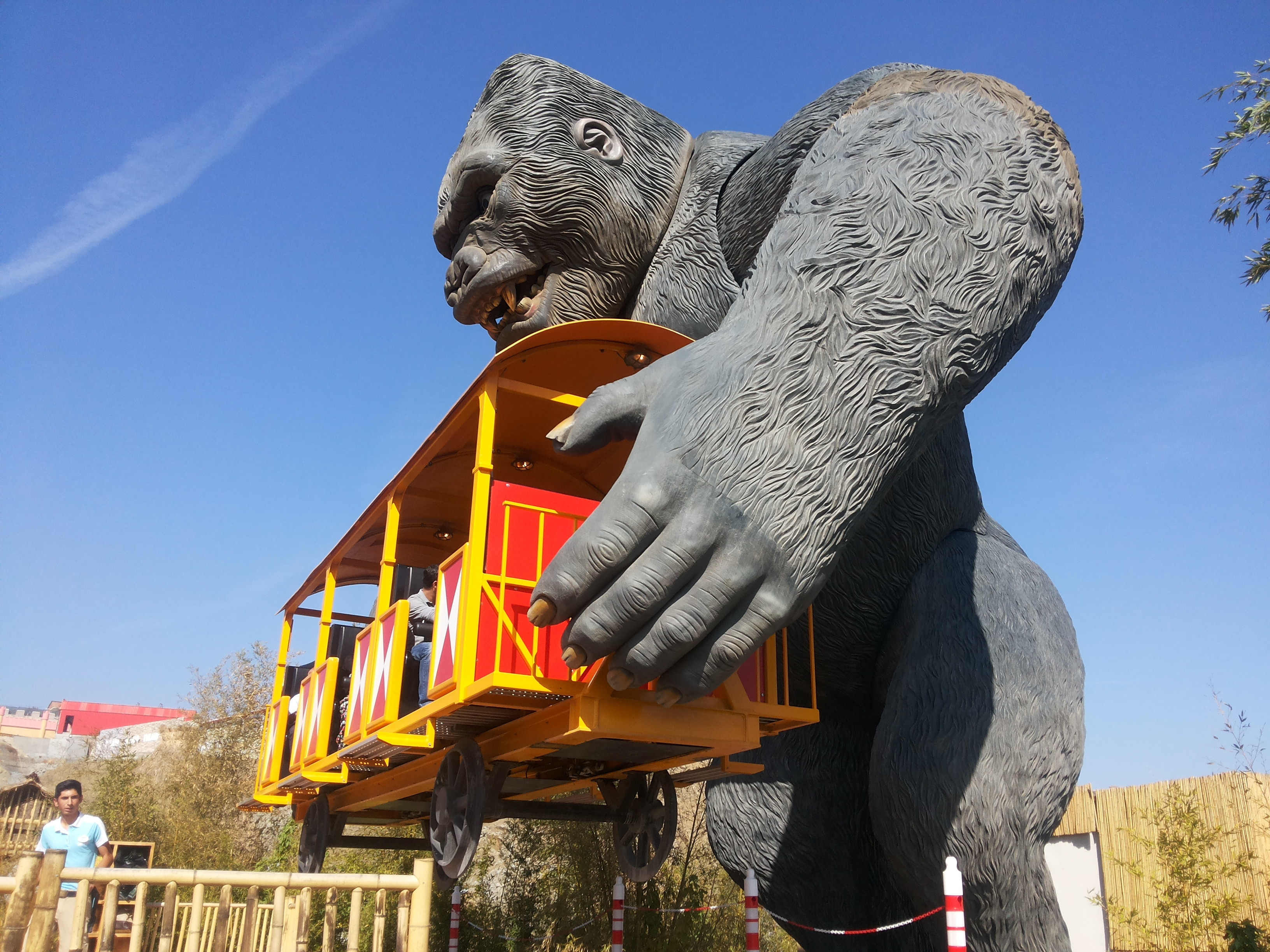
King Kong à Vialand
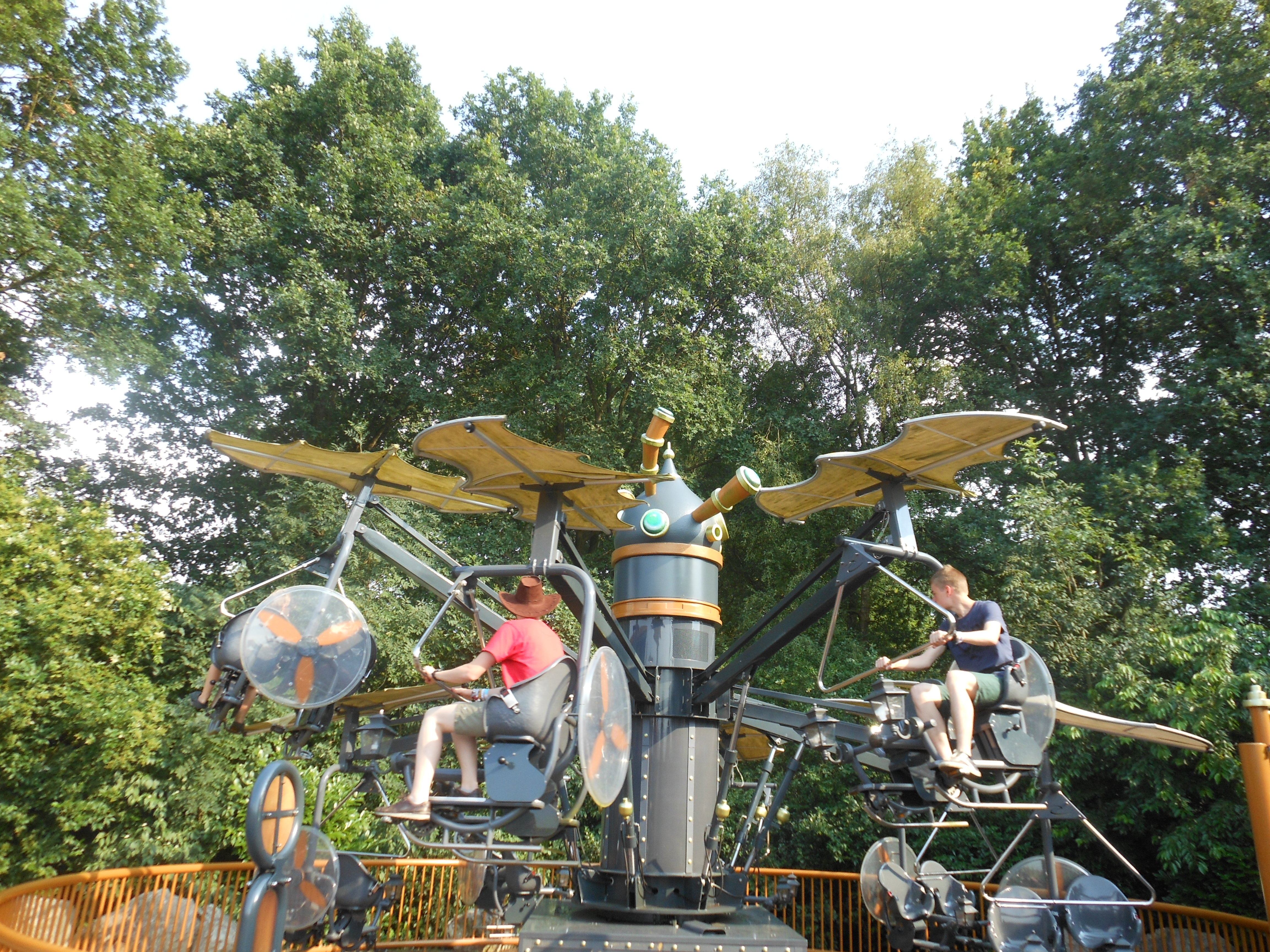
Magic Bikes à Attractiepark Slagharen
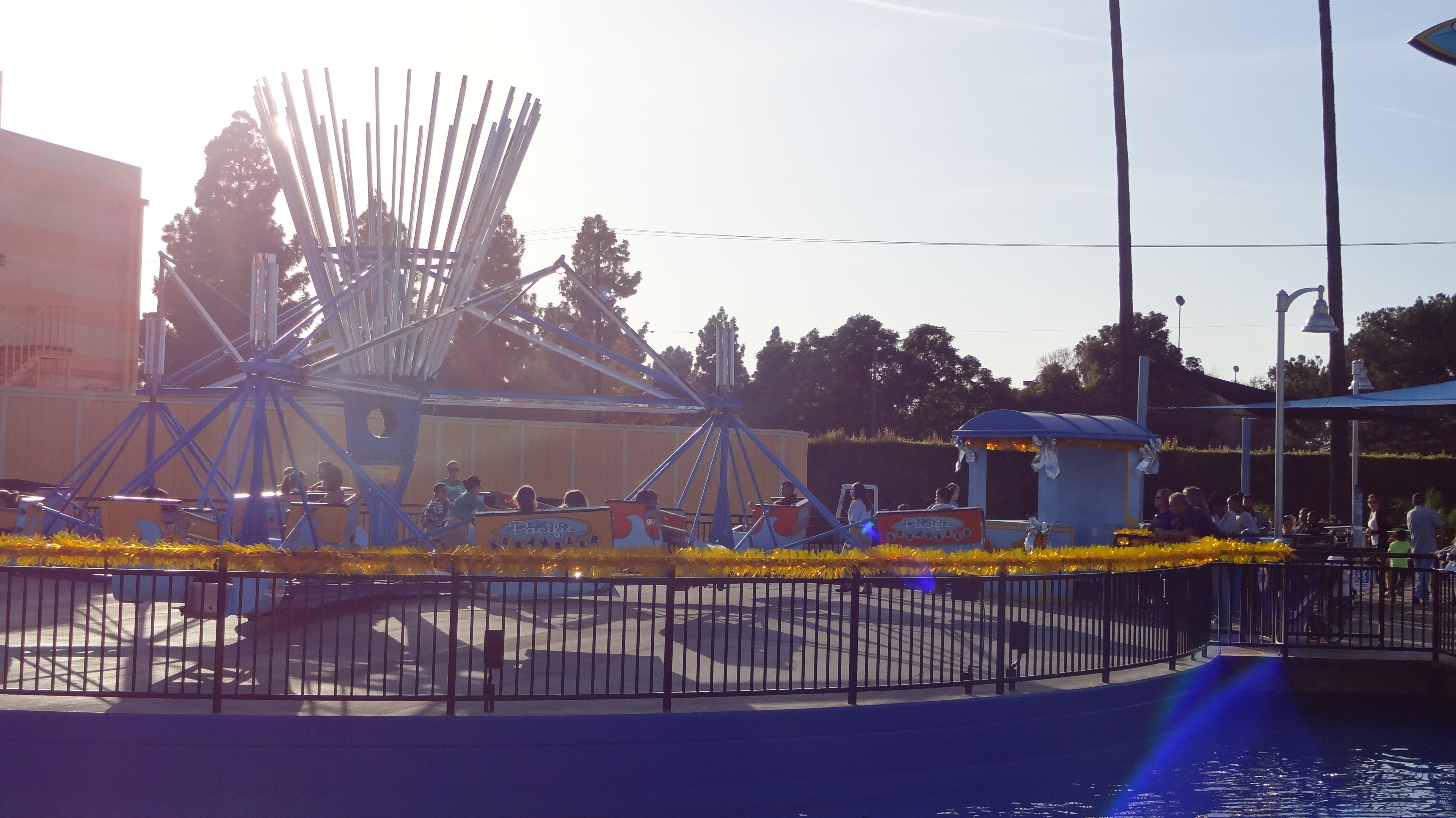
Pacific Scrambler à Knott's Berry Farm
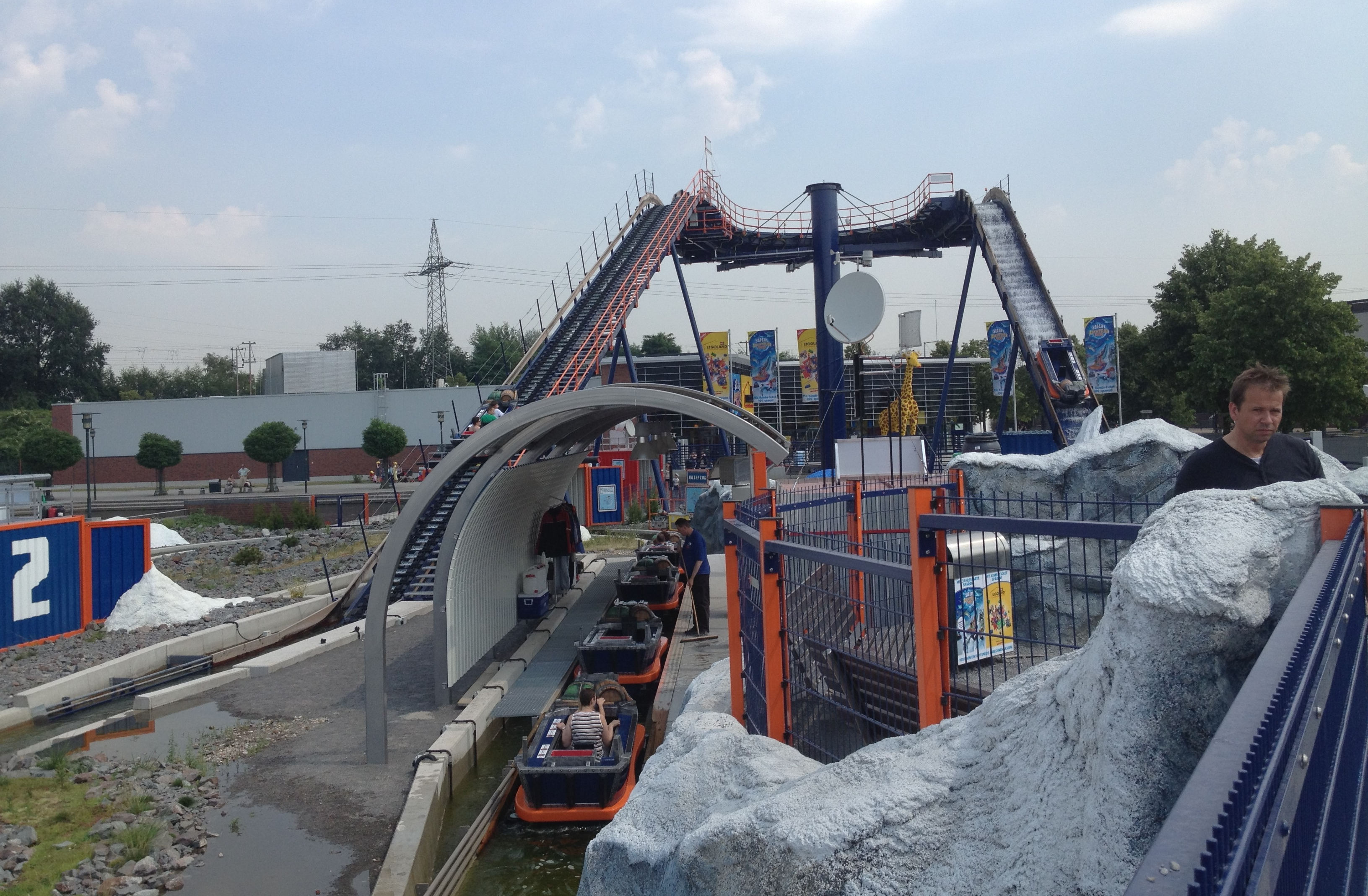
Pinguine! Abenteuer Antarktis à Sea Life Abenteuer Park
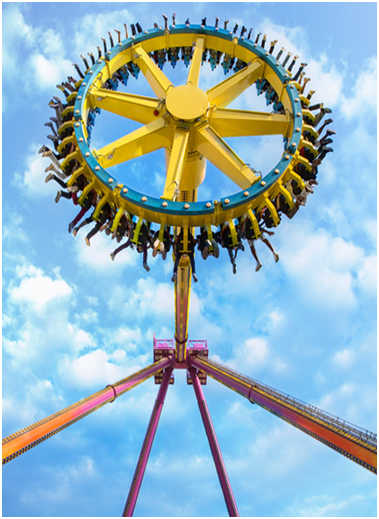
Scream Machine à Adlabs Imagica
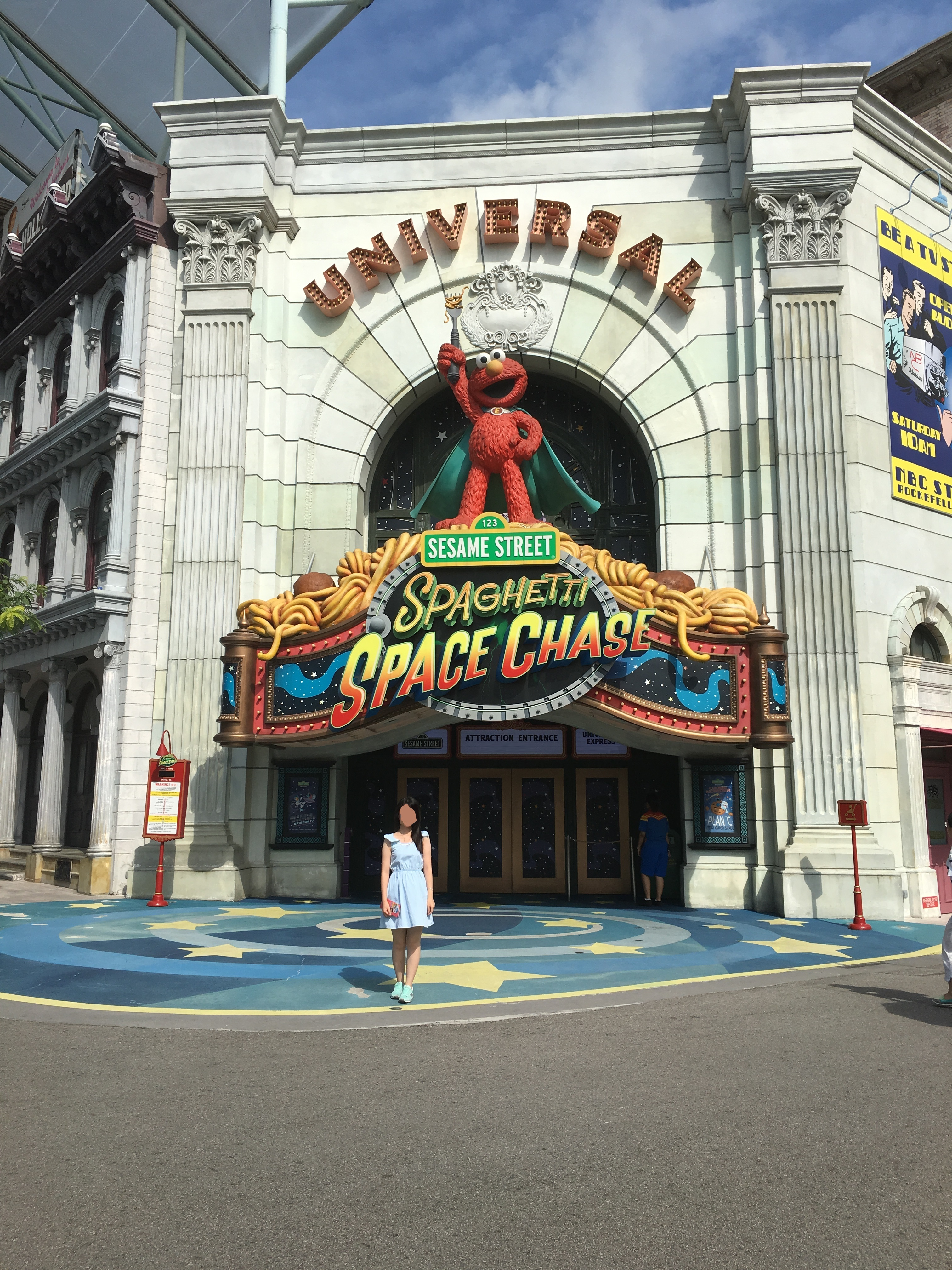
Sesame Street Spaghetti Space Chase à Universal Studios Singapore
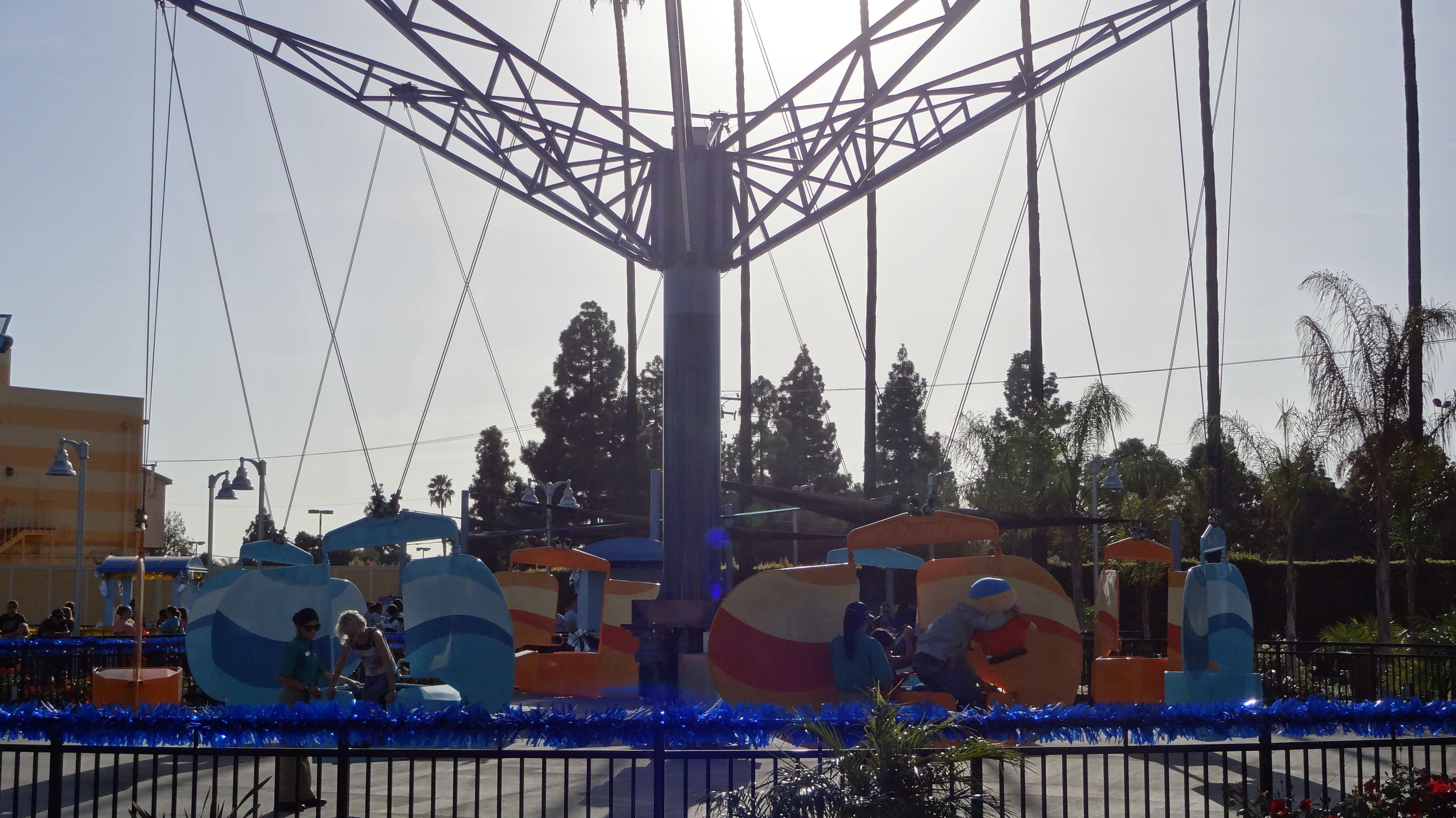
Surfside Gilders à Knott's Berry Farm
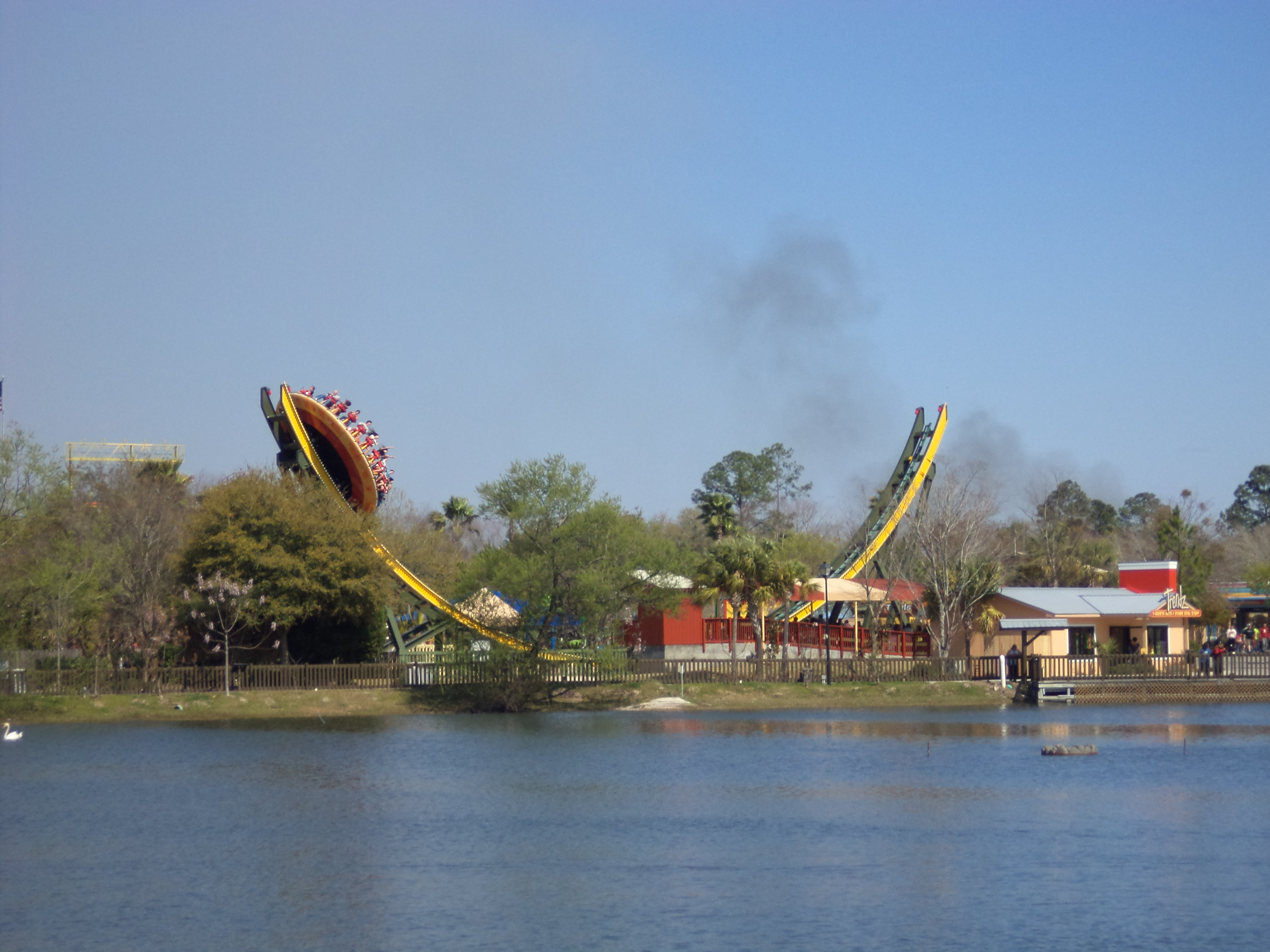
Tail Spin à Wild Adventures
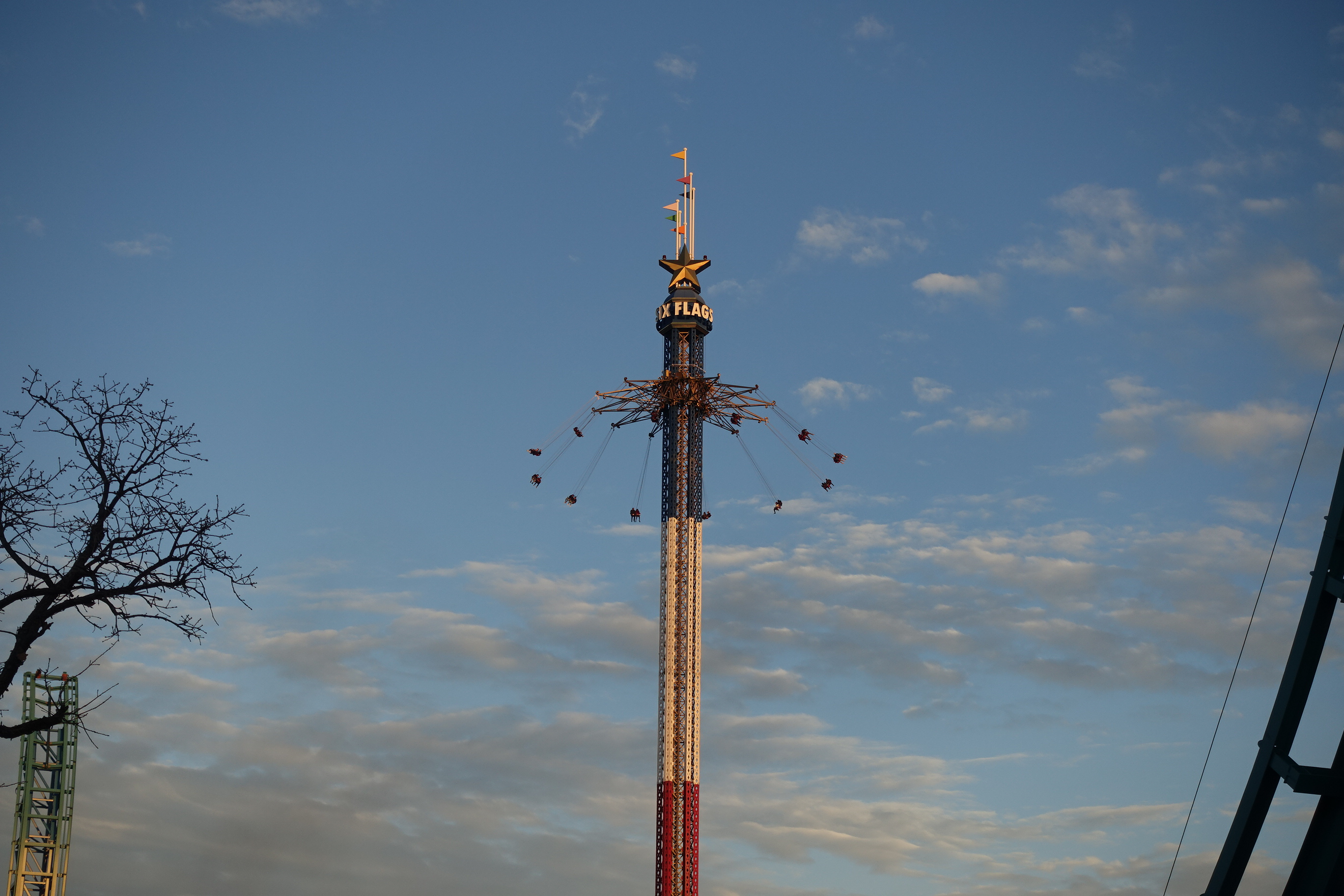
Texas SkyScreamer à Six Flags Over Texas
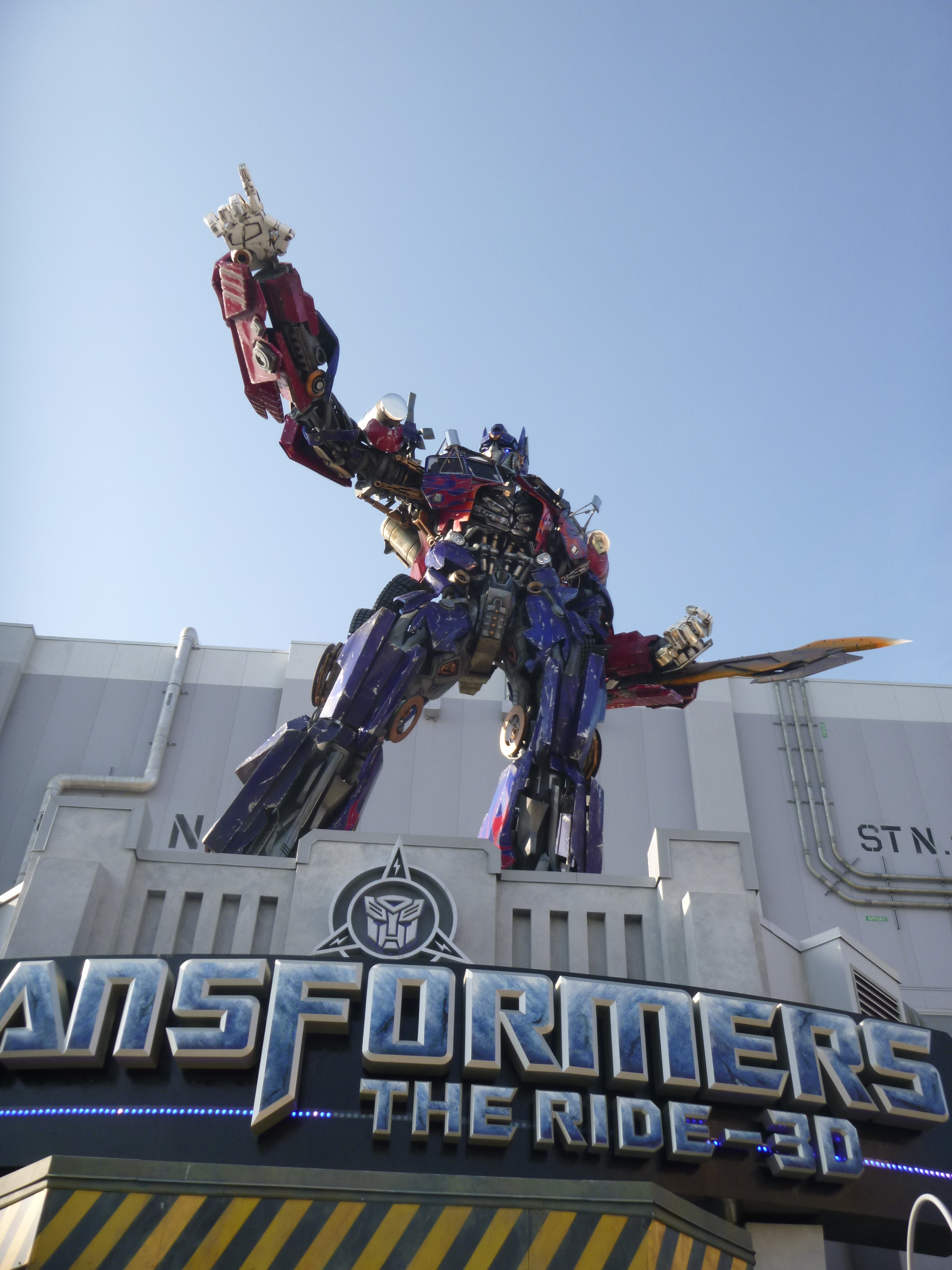
Transformers: The Ride à Universal Studios Florida
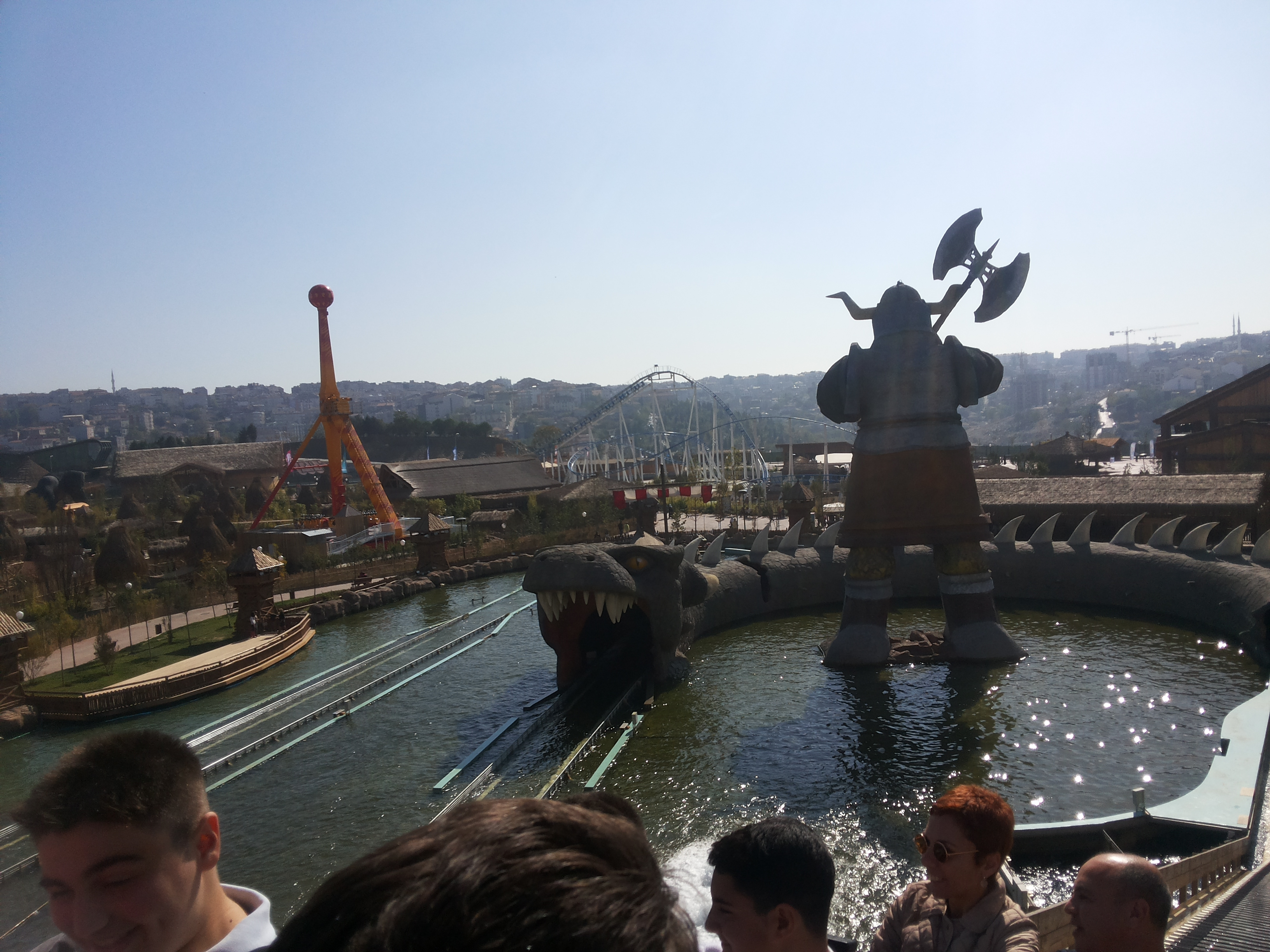
Viking à Vialand
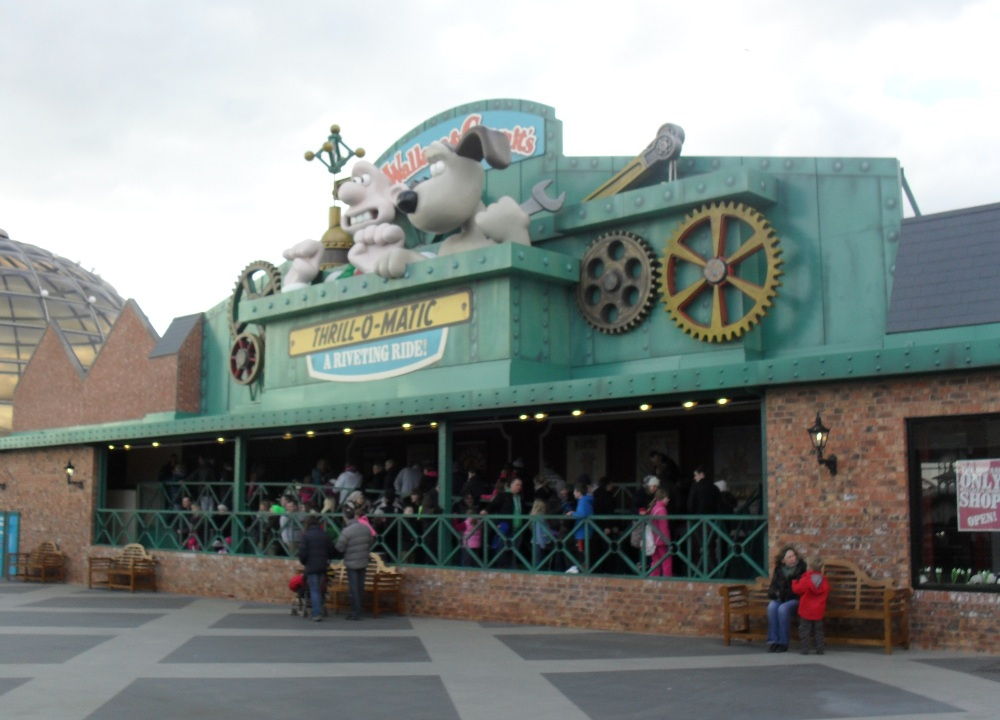
Wallace & Gromit: The Thrill-O-Matic à Pleasure Beach, Blackpool

#### Nouveau thème
| Nom                       | Type / Modèle   | Constructeur | Parc                      | Pays       | Anciennement |
| ------------------------- | --------------- | ------------ | ------------------------- | ---------- | ------------ |
| Safari Off Road Adventure | Parcours safari |              | Six Flags Great Adventure | États-Unis | Wild Safari  |

## Hôtels
- Les Lodges du Pal - Le Pal ( France)
- Legoland Hotel - Legoland California ( États-Unis)

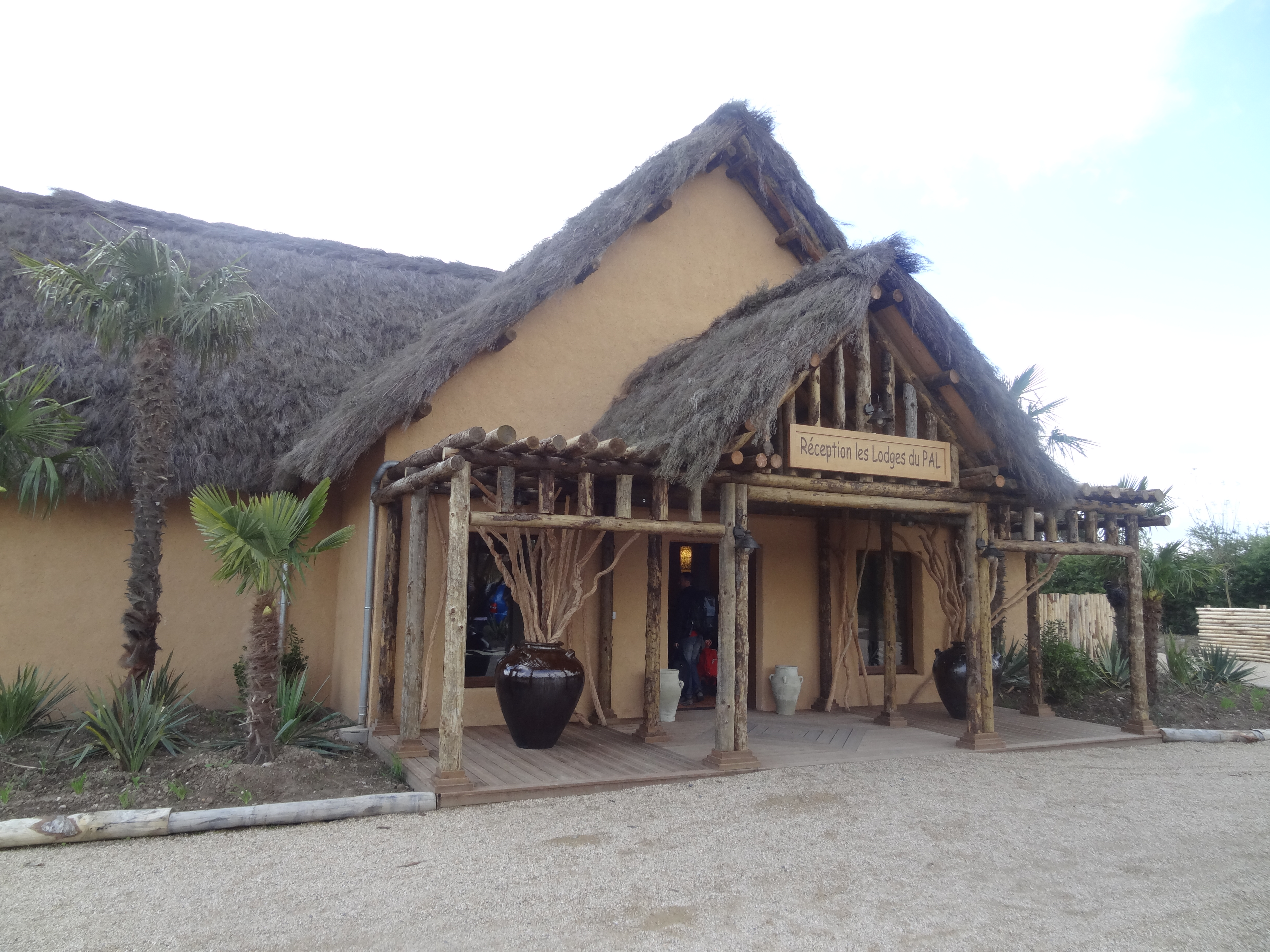
Les Lodges du Pal

### Note
1. 1 2 3 4 5  Le calcul de ce pourcentage pour certains parcs a été effectué à partir d'un réajustement/correctif des données du rapport 2012 de TEA/AECOM.
2. 1 2 3  Le parc fonctionne (en partie au moins) avec le Pay per Ride : il faut payer chaque attraction séparément. Il ne s'agit donc pas d'entrées payantes.
3. ↑  La méthode de calcul du Puy du Fou consiste en un cumul des entrées du Grand Parc et de La Cinéscénie, et ce pour un public sensiblement identique.
4. ↑  Le nombre de visiteurs du parc d'attractions et du parc aquatique sont additionnés, il ne s'agit donc pas uniquement de la fréquentation de Duinrell.